# 国鉄20系客車
国鉄20系客車（こくてつ20けいきゃくしゃ）は、日本国有鉄道（国鉄）が1958年（昭和33年）に開発した寝台列車用客車である。

## 概要

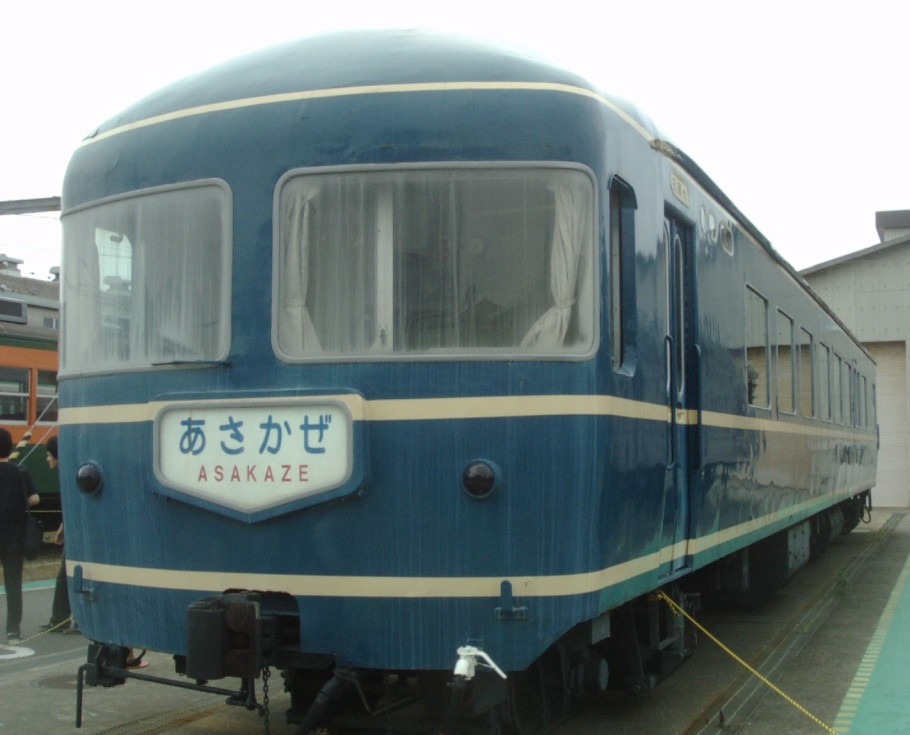
ナハネフ22 1
2004年9月18日 鎌倉総合車両センター
（現在は鉄道博物館に保存）

1958年から1970年までに合計14形式473両が製造された。他形式からの改造編入が6両あったほか、系列内での改造による形式増加があり、最終的には20形式479両となった。
電源車から一括供給される大容量の電力により、国鉄制式客車としては初となる全車空調装置の装備と、食堂車調理設備の完全電化を実現。また編成内の旅客車全車に空気ばね台車を装備するなど、居住性を大きく改善した画期的な車両である。100・200Vの電源を備える20系の室内の明るさは、旧来の客車と比べ桁違いであり、ようやく家庭にラジオが生き渡った時代に空調や蛍光灯を採用した本形式は、まさに時代の最先端をいく車両であった。
その設備の優秀さから登場当時は「走るホテル」とも評され、最初に投入された列車にちなみ「あさかぜ形客車」とも呼ばれた。

## 構造
日本で初めて同一系列・同一意匠の車両による「固定編成」を組むことを前提とした体系的な基本構想の下に設計された客車である。発電室を持つ固定編成の列車の構想は1948年（昭和23年）に増加する外国人観光客向けに考えられ、実現しなかったがこの列車の構想は20系にも活用された。本形式の要である電源車を中心とした軽量構造の固定客車は、東海道本線の全線電化の暁に目玉となる強力な電気機関車で牽引する新特急計画で具体化しており、遅くとも1956年末までに実現する予定であった。1955年に島秀雄が技師長に就任すると計画は見直され、動力分散方式へ方針が変更されたため、計画されていた客車列車は「あさかぜ」のサービスアップ計画に活用されることになった。
塗装は青15号にクリーム色1号の帯を3本巻いた外観はデザイン的にも優れ、以後の客車寝台特急も含めて「ブルートレイン」と呼ばれる起源となった。

### 車体
設計は先行する10系客車を基本とし、普通鋼使用であるものの、台枠だけではなく側板などにも荷重を負担させることで、梁や柱などの構造部材を省略して大幅な軽量化かつ側面を腰板部で絞った大断面準張殻構造車体を採用した。外板は1.6mm厚、屋根板は1.2mm厚の冷間圧延鋼板を使用し、イボ付絶縁屋根布を張っている。鋼体内側には10mm厚のスプレーアスベストを吹き付け、防音・防熱性に配慮した。
屋根部は床下冷房搭載により扇風機カバーや通風器などの突起物を一切取り付ける必要が無くなったことから、車両限界を最大限に活用すべく丸く深い切妻構造の断面形状である。
また完全冷房化により、側窓は車掌室やトイレなど開閉の必要のあるものを除き全て複層ガラスとゴムシーリングによる固定窓とした。座席車はシートピッチに合わせた狭窓を、寝台車や食堂車は区画に合わせた広窓を採用し在来車の窓配置を踏襲する形で窓寸法が決定されている。
- 2段式1等寝台車では上段寝台明かり取り用小窓を幕板部に設置し、外観上の特徴となった。

編成の最前部・最後尾に連結される電源車は3枚の平面ガラス、緩急車は2面の曲面ガラスを採用する丸妻型デザインである。また分割運用にも対応する編成中間の緩急車は、貫通路を備える切妻形デザインとした。
内装は当初は10系客車同様のハードボードと称する木質樹脂板を使用したが、途中からメラミン樹脂化粧板に変更された。
- 同時に寝台車の天井内張板も穿孔板から一般の化粧板に変更。

ナロネ20・22形では、「ルーメット」と称する1人用個室を国鉄の営業用客車では初めて採用した。
2等寝台車は10系寝台車と同様、3段式の折りたたみ寝台を備える側廊下式配置で、組立・解体作業は手動で行った。
- このため多数の人手と長い時間を要することから側廊下には跳ね上げ式の折りたたみ座席を設置した。

客用扉は自動ドアの採用を見送り、電磁弁で遠隔ロックのみ可能な手動式折り戸である。
- 開閉作業は列車給仕[注 8]により行われていたが、1976年10月の車掌補廃止[注 9]以降は開扉は乗客が行うようになった。閉扉は車掌の業務となったため扉が開いた状態のまま発車し走行中に車掌が各車を巡回して閉める光景も見られた[11][注 10]。そのため、各ドアには「手であけてください」等の2種類のドアステッカーが貼られた。

愛称板は非貫通タイプの電源車・緩急車では5角形のアクリル板による電照式大形愛称表示装置を採用した。
- 初期には列車によって配色を変える試みがなされ、地色は「あさかぜ」は薄水色、「さくら」は桃色、「はやぶさ」は黄色、「みずほ」は水色（文字は黄色）が採用されたが、1964年の「富士」「はくつる」以降は簡略化のため白の地色に濃青の文字にほぼ統一され、前記の各列車も次第にそのスタイルに取り替えられた。
- ただし「あけぼの」「ゆうづる」では、両列車に青森運転所（現・盛岡車両センター青森派出所）と秋田運転区（現・秋田総合車両センター南秋田センター）の運用が混在したことから区別のため、青森車が白地、秋田車が桃地とされた。
- 1978年より導入した「絵入りサインマーク」は、特急列車では、既に本系列が置換え対象となっていたため、1980年代に多客期の臨時列車として投入された「明星」「あかつき」「日本海」で新規に作成された程度で、急行列車では1980年の「銀河」を皮切りに九州地区の「かいもん」「日南」でも採用された。また、同時期から1990年代にかけて運行された臨時急行「おが」[注 12]「あおもり」「玄海」「霧島」「雲仙」で絵入りサインが採用された一方で、その他の定期急行運用では文字の「急行」表示のみとされた。

分割用緩急車であるナハフ21・ナハネフ21・ナハネフ23では貫通路を挟んだ形の2分割タイプのバックサインで、列車名のアクリル板を車内側の蓋を開けて差し込む構造である。
客用扉及び車端部には固定式の等級・種別・号車・行先の各表示灯を設置し、客用扉部には列車名の表示灯も備えた
- 行先表示灯は「東京←→博多」の様に発着地両表示とし、着地を裏から照明の点滅で明示した。
- 等級表示灯は以下の相違がある。
  - 3等級制時代：白地黒文字「2等寝台」「3等寝台」「2等」「3等」
  - 2等級制時代：青地白抜き文字「1等寝台」「2等寝台」「1等」「2等」
  - 等級制度廃止後：白地黒文字「A寝台」「B寝台」「グリーン車」[注 14]

### 主要機器

#### 電源システム
従来型客車が装備した蒸気暖房・車軸駆動冷房・石炭レンジなどをすべて排除した、国鉄としては初となる「完全電化」車である。このため編成の一端に連結された電源車により、編成内の冷暖房や食堂車調理設備等の電源の一切を供給する集中電源方式を採用した。
電源車はマニ20形・カニ21形・カニ22形が新造され、DMF31S-G形ディーゼルエンジンと三相交流600 V電源を供給するPAG1形発電機を2セット搭載するが、カニ22形ではそれに加え、直流電化区間でパンタグラフからの集電によって駆動する大容量電動発電機も搭載した。
九州地区での付属編成分割運転に対応するため、旧形客車から改造された簡易電源車のマヤ20形では、DMH17C-G・DMH17S-G形ディーゼルエンジンとPAG7形発電機を2セット搭載した。

発電された電力はKE2形ジャンパ連結器を介し、全車両に給電される。給電された電力は車両ごとの変圧器でさらに電灯電源にあたる単相100 Vと動力電源にあたる三相200 Vに変換され、前者は照明・サービス用コンセント・冷水器・ジュースクーラーなどの小型電化機器に、後者は空調や食堂車の調理機器に用いられた。

#### 冷房装置
冷凍能力12,800kcalの三菱電機製AU21形もしくは日立製作所製AU22形集中式冷房装置を各車の床下に2基搭載し、電源車から給電される電力で駆動する。なお、前者は日本車輛製の車両に、後者は日立製の車両に搭載された。

#### 台車

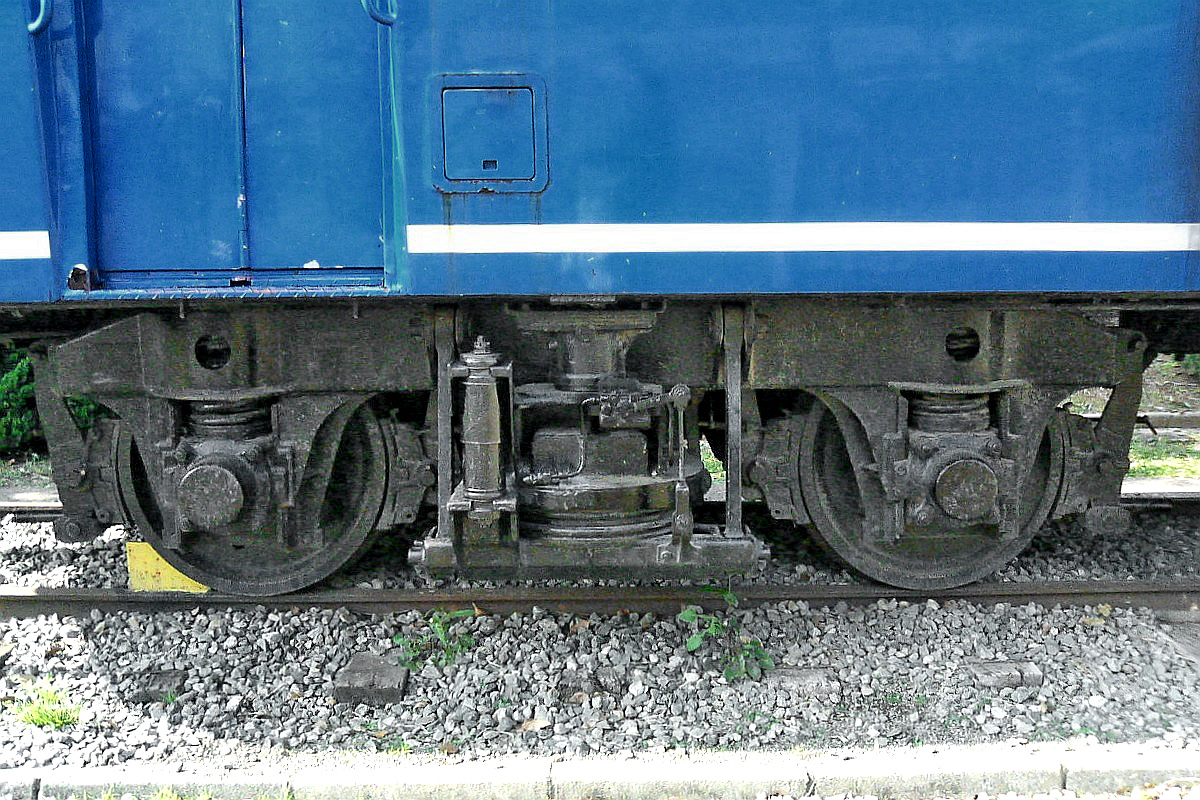
TR55形台車

電源車以外の各形式については10系で開発・実用化されたTR50形を基本としつつ、乗り心地改善のために枕ばねをベローズ式空気ばねへ置換えた鋼板プレス材溶接組み立てによるペデスタル式の軸ばね式台車であるTR55形を装着する。だが、同時期の特急形電車・気動車で採用された2次蛇行動を抑止するボルスタアンカーの装着は見送られた。これら電車・気動車は全てウイングばね式台車であり、後年増備の車両はさらに軸ばねにオイルダンパーも装着した。これらを装備しない客車用台車は線路の載る地盤や道床の影響を受けやすい欠点を抱えるが、製造当初から既に電源車以外の重量が全てナ級（換算3.0両）ぎりぎりであり、後継の14系等を含めこれ以上にサスペンションに手を入れることはなかった。

これに対し電源車は乗り心地に対する配慮が特に必要なく、また荷重も大きいことからばね定数を大きくとり、枕ばねを金属ばねとしたTR54・54A・66の各形式を装着する。

#### 連結器

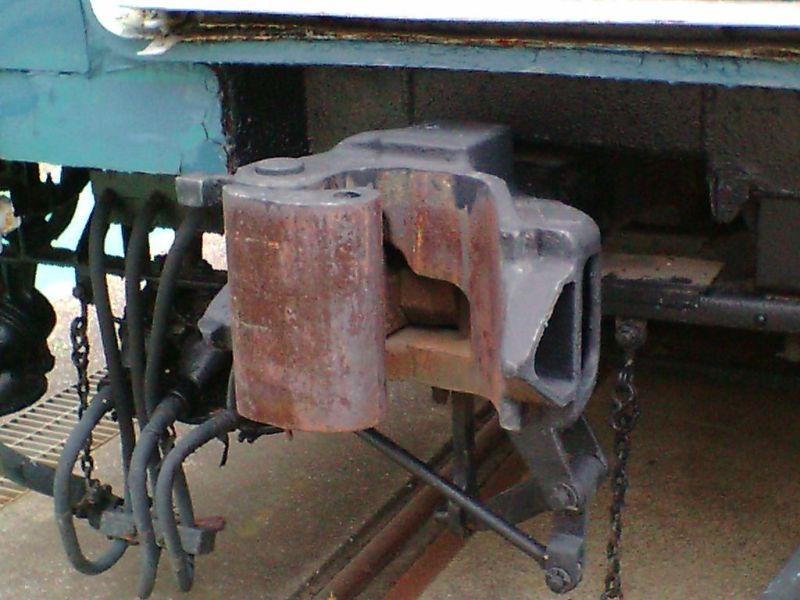
密着自動連結器
向かって右側に備わる四角錐状の張り出しが相手側の凹みと嵌合して遊間を減らす。
左下の円筒がKE2形ジャンパ連結器。

固定編成が前提の観点から、編成の中間となる車両の連結器は噛み合わせの遊びを極力少なくした密着自動連結器とし、また車体台枠へのマウント部分に前位側に油圧式、後位側にゴム式の緩衝装置を設けることで衝撃を吸収出来る設計を採用。さらに高速運転時の横揺れ対策として、妻面に車端ダンパを装備した。

また前述の電力供給用KE2形以外にも制御・連絡回線用KE59形（19芯）、1968年（昭和43年）のブレーキ改造後は電磁ブレーキ指令用KE72形（9芯）の各ジャンパ連結器を装備する。

#### ブレーキ
新造開始当初は山陽本線の電化区間が姫路に到達（1958年4月10日）したばかりで、非電化区間ではC62形などの蒸気機関車が牽引を担当した。このため、在来型客車と同様に通常のA動作弁に対するブレーキ管指令によるAS自動空気ブレーキを装備し、最高速度は従来通り95km/hに制限された。AS自動空気ブレーキは在来形客車が搭載しているAV自動空気ブレーキとは構造がほぼ同じなので、AS自動空気ブレーキを搭載していた頃は在来形客車との併結も可能であった。
その後1967年10月の常磐線全線電化完成で本系列の幹線系での蒸気機関車牽引による運用が消滅し、さらに1968年9月をもって最後まで残っていた佐世保線内のC11形牽引運用もDD51形への置換えが決定したことから、1968年10月1日のダイヤ改正に向けASブレーキに中継弁 (Relay valve)・電磁給排弁 (Electro-pneumatic valve)・ブレーキ率速度制御機能を付与したAREB増圧装置付き電磁自動空気ブレーキ化改造工事を実施し、110km/h運転対応となった。
この改良により以後の営業運転時は原則として牽引機関車が限定されることになり、最高速度95km/h超での運転では以下の装備が必要となった。
- 編成増圧ブレーキ装置[注 24]
- 電磁指令ブレーキ回路[注 25]
- 元空気溜管 (MRP) 引き通し

また95km/h以下での運転の際にも増圧圧縮空気や空気ばね台車への供給源として元空気溜管の接続を必要としたため全ての運用について牽引機関車が限定されたほか、AV自動空気ブレーキを搭載する在来形客車との併結はできなくなった。
- 奥羽本線では全区間95km/h以下の運転であるが、急勾配区間となる板谷峠での非常ブレーキ時に全編成に同期的な作用を促し連結器にかかる過大な力の発生を抑えるため電空帰還器を装備せずブレーキ弁の非常接点のみを電磁指令としたため牽引機となるEF71形・ED78形では95km/h以上での運転に準ずる装備制約がある。

この牽引機限定の制約は、後年の急行列車転用に際して機関車側からの元空気溜管への供給を不要とするためカニ21形の荷物室に空気圧縮機を搭載改造したカヤ21形が竣工するまで継続した。

## 形式
解説文中以下の点に注意。
- 電源車とナハ21形を除き1960 - 69年の2等級制による表示とする。
  - 1960年以前の3等級制時代においては、1等→2等・2等→3等である。
  - 1969年以降は、1等座席車→グリーン車・2等座席車→普通車・1等寝台車→A寝台車・2等寝台車→B寝台車に相当。
- 等級については、1等車・2等車・3等車も参照。

### 新造車
本系列の新造車は、原則として車両番号下2桁1 - 49は日本車輌製造、51 - 99は日立製作所と、製造メーカーでの区分を実施した。なお、日立製作所は1963年（昭和38年）の「みずほ」用増備車を最後に客車の製造を中止したため、この区分原則は崩れ、1970年（昭和45年）製造のナハネ20 350 - 364では車番の下2桁が50以降であるが、日本車輌製造製となった。また、本来は国鉄の客車・気動車の製造を担当していた富士重工業・新潟鐵工所は、本系列の製造に関しては最後まで携わることはなかった。
また、本系列では内装の仕様に対して、ある程度のメーカーの裁量が認められていたこともあり、後述するように、ナロネ20形・ナロ20形・ナシ20形・ナハ20形については日本車輌製造製と日立製作所製とで内装に大きく異なる点が存在する。
寝台車・座席車・食堂車・その他の順に記述する。

#### ナロネ20形
1958年（昭和33年）に3両のみ製造された1人・2人用1等個室寝台車。区分室のみで構成されており、定員は18名。
1人用個室「ルーメット」
1,960 mm×1,046 mmの個室が車体前位側に5室ずつ中央の通路を挟み、10室が区画された。室内には幅900 mm程の1人用ソファがあり、背ズリ部分が壁ごと手前に倒れて寝台となる構造。さらに補助席・収納式洗面台・電気カミソリ用コンセントを装備する。
2人用個室「コンパートメント」
マロネ40の2人用個室設計を元にした、1,960 mm×1,046 mmの個室を後位側に4室設置する。東海道本線基準の山側に通路を持ち、室内は枕木方向に長いソファの背ズリ部分が倒れて下段寝台となり、壁面に折りたたまれた上段寝台が引き出されて2段ベッドとなる。壁面にはテーブル兼用の洗面台と中に水差しを備えた鏡台を装備する。車端側の2室は4人個室としての利用も想定し、間仕切りが開放できる構造を採用した。
それぞれの個室両端に洋式トイレを1室ずつ計2室のほか、荷物保管室・給仕室を設置するなど本系列の代名詞である「走るホテル」の名を具現化した豪華車両でもある。
本形式は1次車3両が製造されたのみであるが、日本車輌製造の1・2と日立製作所製造の51とでは窓配置が異なるほか、車内デザインに差異が存在する。
1人用個室通路の照明配置
1・2は千鳥配置。51は天井中央に配置。
2人用個室通路の照明配置
1・2は通路端配置。51は中央に配置。
個室内装
1・2は木目調でシート地は緑色。51はクリーム色の壁材でシート地はオレンジ色。
新製時から1975年3月10日国鉄ダイヤ改正で運用を終了するまで終始「あさかぜ」専用で、品川客車区に配置された。山陽新幹線博多開業後は他線区への転用も難しいことから、1976年（昭和51年）に全車廃車され形式消滅となった。

#### ナロネ21形
| ナロネ21 145座席状態  |  | 寝台転換中 |  | 寝台 |
| ナロネ21 145 座席状態 |  | 寝台転換中 |  | 寝台 |

1958年（昭和33年）から1970年（昭和45年）にかけて59両が製造されたプルマン形開放式1等寝台車。室内配置はマロネ41形を元にした、中央通路を挟んで左右に上下2段寝台をレール方向に7区画ずつ28名分寝台が配置され、そのほかに喫煙コーナー・給仕室・荷物保管室・和式ならびに洋式トイレが設置された。
1 - 4・51 - 55
初期に製造されたグループ。1969年（昭和44年）と1970年（昭和45年）に大船工場にて100番台と同仕様にする改造を施工し、原番号+500に改番された。
101 - 147・151 - 153
「みずほ」でナロ20形連結を中止したため、給仕室→専務車掌室・荷物保管室→給仕室ならびに730 mmの小窓設置・喫煙室の半分→更衣室へと仕様が変更され、番台が区分された。この設計変更は以後製造された車両の標準仕様ともなった。
後に一部が座席車ナハ21形に改造され、分割民営化までに多くが廃車された。残存した少数の車両はカートレインなどで運用されたが、1996年（平成8年）には全車廃車となり形式消滅した。

#### ナロネ22形

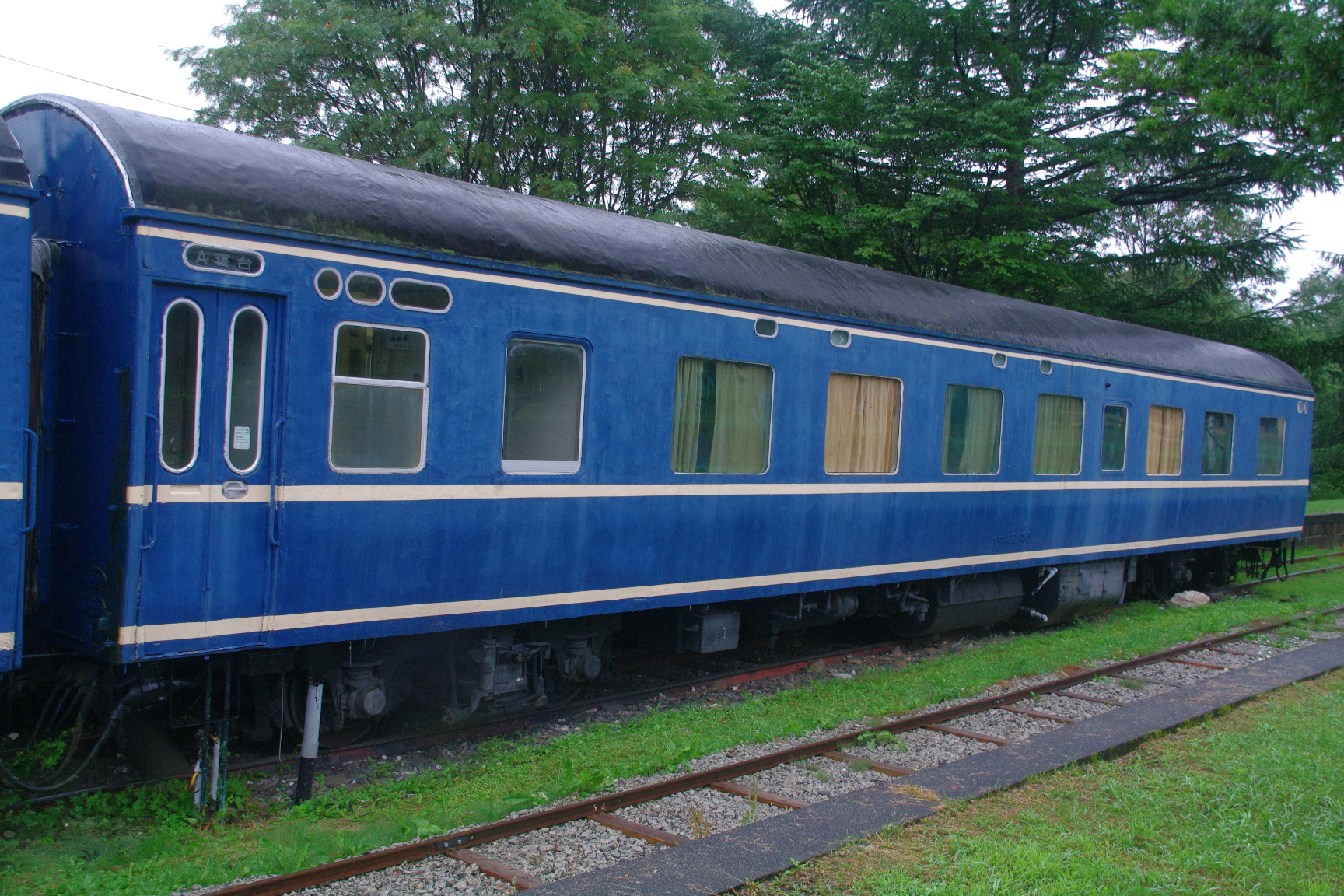
ナロネ22 153
中央部の上に小窓があり大窓4枚が並んでいる部分が開放式寝台
その右側の大窓3枚が並んでいる部分が個室
左から2番目の窓が後年の改造により設置された窓

1959年（昭和34年）の「さくら」運転開始に合わせて製造開始された1人用個室・開放式合造1等寝台車。1963年（昭和38年）までに1 - 3・51 - 55の8両が製造された。
前位はナロネ20形と同じ1人用個室が6室、喫煙コーナーを挟んで後位には開放式寝台を16名分設置する。
なお、ナロネ20形とは異なり、外観や個室寝台の車内デザインは日本車輌製造車両と日立製作所製造車両とでの違いはほぼなく、後者製造分も内装は前者製造分にほぼ統一されていた。
乗務員室→専務車掌室・荷物保管室→乗務員室とし730 mmの窓を新設する改造が1969年（昭和44年）および1970年（昭和45年）に大船工場で施工され、原番号+100となった。
九州ブルトレにのみ連結された関係から終始品川客車区配置であり、最後の連結列車であった「あさかぜ（下り）1号・（上り）2号」の24系25形客車置換えにより全室1人用個室のオロネ25形で代替され、こちらも他線区への転用が困難なこともあり、1978年（昭和53年）に廃車・形式消滅となった。

#### ナハネ20形
| 3段式寝台ナハネフ22 1鉄道博物館保存車   |  | 座席状態 |  | 寝台セット |
| 3段式寝台 ナハネフ22 1 鉄道博物館保存車 |  | 座席状態 |  | 寝台セット |

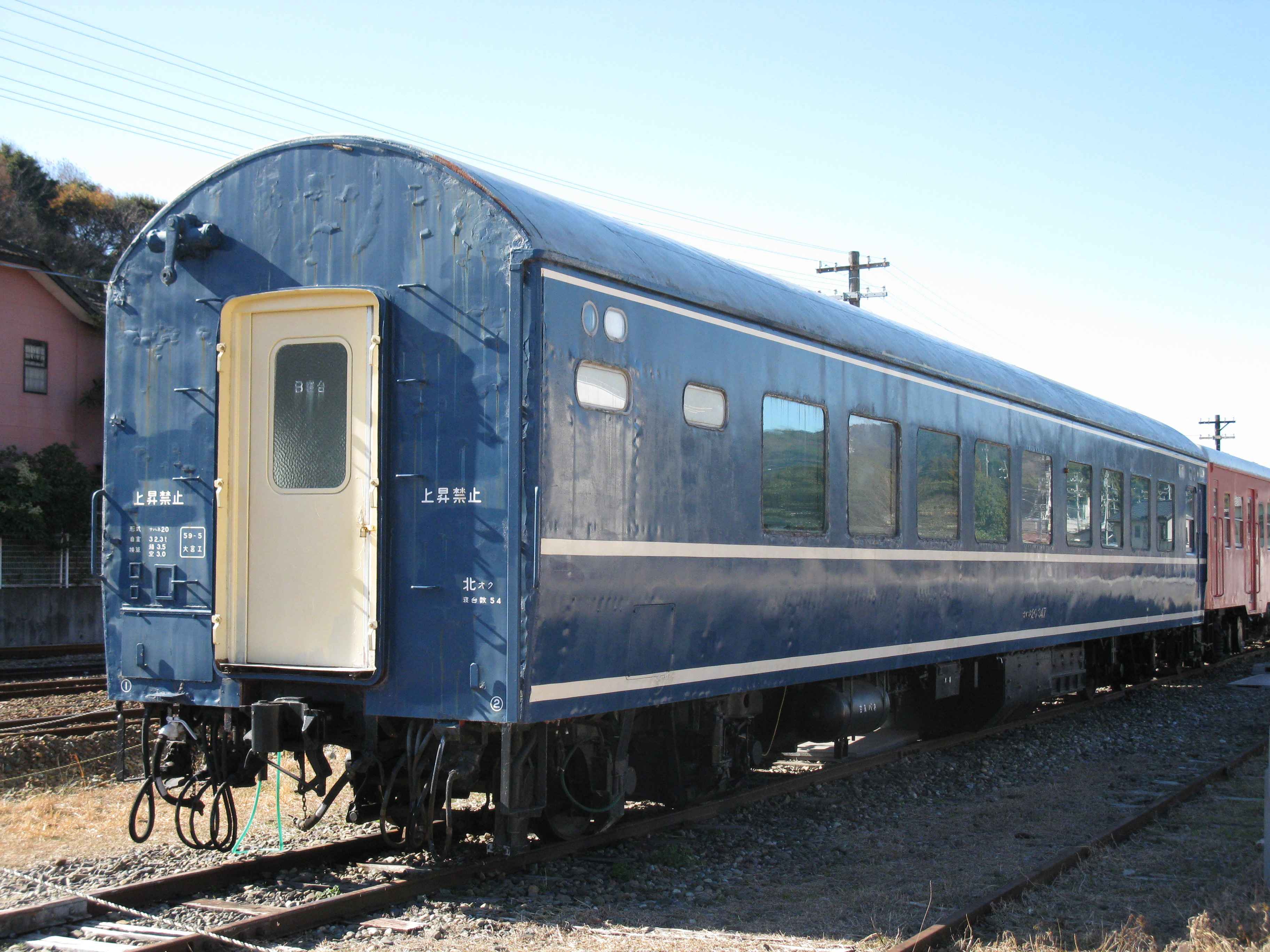
ナハネ20 347

2等寝台車。1958年（昭和33年）から1970年（昭和45年）にかけて、1 - 49・51 - 91・101 - 149・201 - 249・301 - 364と、本系列中最多の252両が製造された。基本的なレイアウトはナハネ11形に準じ、車内は側廊下式で幅520 mmの3段式寝台が9ボックス54名分並ぶ構造は踏襲しているが、当初より冷暖房完備で、各段寝台の上下間隔が大きく取られ、快適性が改善された。また固定窓となったため窓下に格納スペースが生まれ、通路側下部には折りたたみ式座席が設置されたほか、車端部に和式トイレ2室と洗面台3基、出入り口付近に給仕室を装備する。JRに継承されたが1997年までに形式消滅した。改造車については後述。

#### ナハネフ22形
| ナハネフ22 18 |  | 洗面台 |
| ナハネフ22 18 |  | 洗面台 |

全車寝台化への方針変更によりナハフ20形に代わって1964年（昭和39年）から1970年（昭和45年）にかけて1 - 26が日本車輌製造のみで製造された2等寝台緩急車。ナハフ20形後期車輌同様の非貫通式でパノラミックウィンドウ(曲面硝子2枚)を採用し、最後尾は車掌室と展望室を設置する。寝台はナハネ20形同様の3段式が8ボックス48名分設置されており、トイレ・洗面所もナハネ20形と同じである。車掌室とは別に乗務員室も設置された。改造車については後述。一部がJRに継承されたが1996年（平成8年）までに全て廃車となり形式消滅した。

#### ナハネフ23形

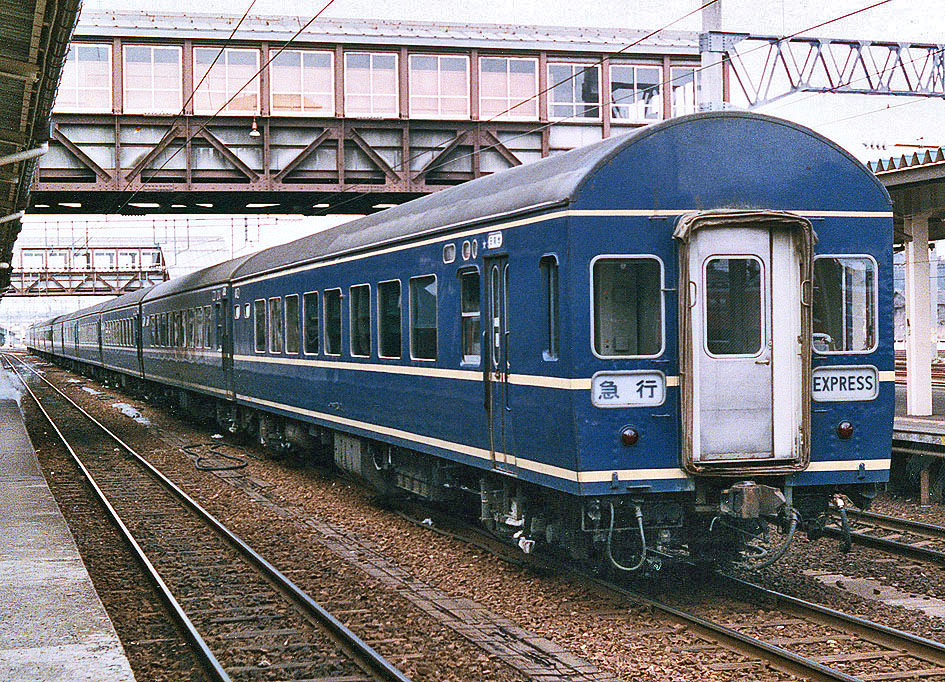
ナハネフ23

1964年（昭和39年）から1970年（昭和45年）にかけて、1 - 20が日本車輌製造のみで製造された2等寝台緩急車。ナハフ21形同様に編成分割を前提とした切妻・貫通式を採用。寝台はナハネフ22形と同様の48名分だが、ナハフ21形にあった売店はない。改造車については後述。JRに継承された車両も1997年（平成9年）までに廃車され形式消滅した。

#### ナロ20形
当初は全車寝台車ではなく一部を座席車としていたため1958年（昭和33年）から1960年（昭和35年）にかけて製造された1等座席車。ナロ10形の座席レイアウトを踏襲したシートピッチ1,170 mmのリクライニングシートを12列装備し、定員は48名。床下空調の風道とするため座席部分の床を通路よりも100 mm高とする構造のほか、白熱灯を使った光軸可変スポットライト式の読書灯を各座席に設置した。出入り台側に洋式便所・洗面台・荷物保管室・車掌室が、前位寄りに和式便所・洗面所が設けられていた。
1 - 5・51 - 54の9両が製造されたが、1968年（昭和43年）に3両を残してナハネ20形に改造され、ナハネ20 501 - 503・506 - 508となった。残った4・5・54は、2等座席車廃止後も1975年（昭和50年）3月まで「あさかぜ」用の1等車→グリーン車として使用され廃車となった。
実現はしなかったが全車をナロネ21に準じた寝台車へ改造する計画も存在した。
車内デザインは日本車輌製造車両と日立製作所製造車両とで異なっており、前者が暖色系の座席モケットで日除けもナハ20形などの2等座席車と同様の巻上式カーテン（ロールスクリーン）であるのに対して、後者は寒色系の座席モケットと横引きカーテンとなっていた。

#### ナハ20形
1958年（昭和33年）に製造された定員64名の2等座席車。回転式クロスシートを装備しているが、当初は車両基地などでの転換を想定したもので、構造上車端から順番に回転させる必要があり、乗客が任意に回転させることは不可能であった（後に改良）。
座席部分の床はナロ20形と同じ理由で100 mm高い。
客室の固定窓化で立売りの駅弁などが利用しにくくなった乗客への対策と、食堂車を補助する観点から、国鉄としては初の売店設置車両となり、弁当・土産・新聞などを販売した。構造的にはショーケースカウンターとその向かいに電気式ジュースクーラーならびに物置を配置した。また、ホームから物品搬入の便を図るため、側面には業務用扉が設置された。
なお、ナハ20形の売店部分のデザインは日本車輌製造車両と日立製作所製造車両とで多少異なっている。
1・51・52の3両が製造されたに留まり、「あさかぜ」の後には1964年（昭和39年）運転開始の「はくつる」に連結された。運用移管により1966年（昭和41年）に尾久客車区に転出、その後1968年（昭和43年）に青森運転所に再転出し「ゆうづる」で運用されたが、東北方面においても昼行特急列車網の整備などによって座席車を利用する旅客が減少したことから、1970年（昭和45年）8月に運用を終了した。なお、東北方面への転出後は売店は使用されず、ワゴンによる車内販売となった。
1971年（昭和46年）にナハネ20 510 - 512に改造され、形式消滅した。

#### ナハフ20形
1958年（昭和33年）から1963年（昭和38年）にかけて製造された2等座席緩急車。最後部に連結される非貫通式流線形緩急車で、車外正面から見て右半分を車掌室、左半分を展望室として乗客に開放した。客室はナハ20形に準じており、定員は68名。1958年（昭和33年）から1959年（昭和34年）にかけて1 - 6・51 - 53の9両が製造された。製造技術面の問題(大型曲面ガラスの製造が間に合わなかった)で、1 - 3・51・52は正面窓ガラスを平面4枚窓とし、それ以降はパノラミックウィンドウ(曲面ガラス二枚)が採用された。
1964年10月の東海道新幹線の開業以後は東海道区間内での座席利用が減少したこともあり、後に新設の「ゆうづる」などに連結されたが、1970年（昭和45年）12月に全ての運用が終了。また、1965年（昭和40年）以降は寝台特急列車全席寝台化の方針により順次寝台車に改造され、ナハネフ20形に3両、ナハネ20形500番台に1両、ナハネフ22形500番台に5両が改造され形式消滅した。

#### ナハフ21形
1959年（昭和34年）から1963年（昭和38年）にかけて製造された2等座席緩急車。編成中間に挟んで分割併合に対応するため、切妻・貫通式とした形式。「さくら」「はやぶさ」「みずほ」の基本編成に使用された。客室はナハ20形に準じ、定員は60名。ナハ20形と同様に売店も設置された。1 - 4・51 - 56の10両が製造されたが、1965年（昭和40年）以降ナハネフ21形に6両・ナハネフ23形500番台に4両が改造され形式消滅した。

#### ナシ20形

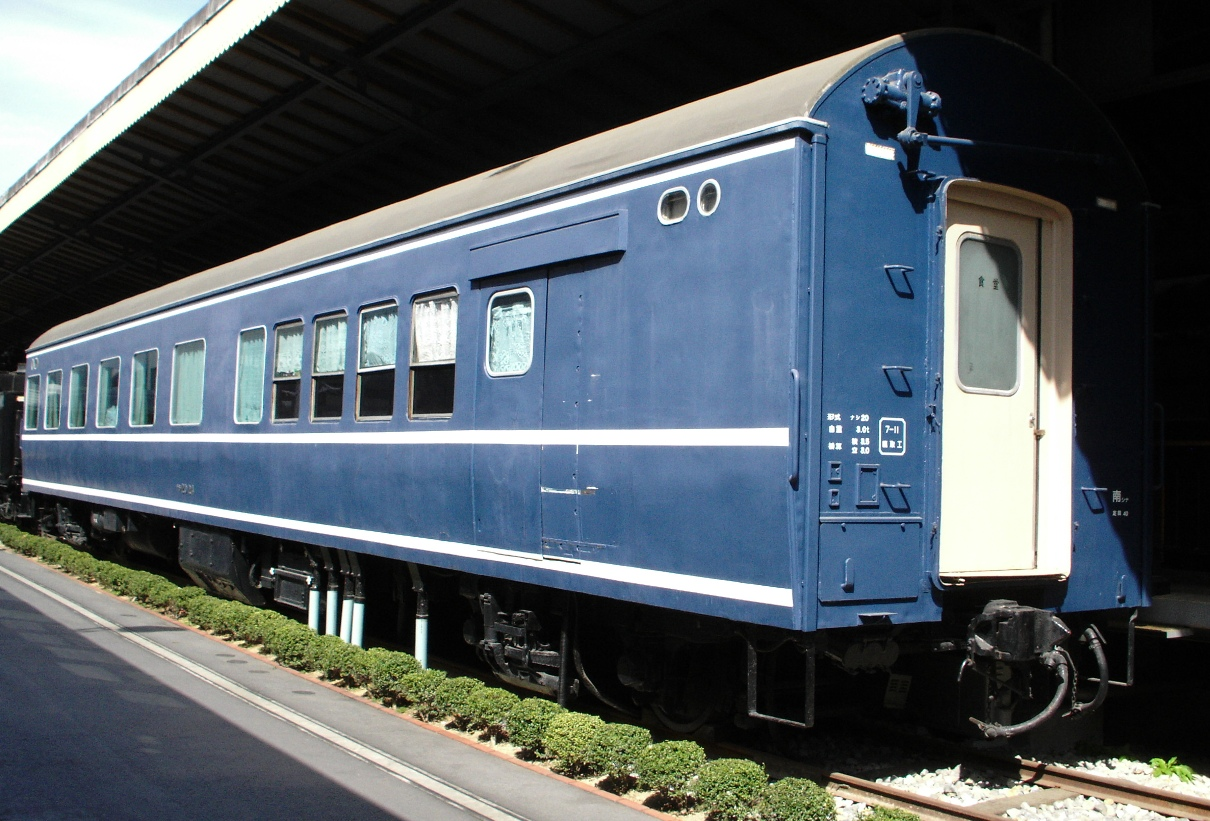
ナシ20 24（写真は交通科学博物館時代）

1958年（昭和33年）から1970年（昭和45年）にかけて1 - 29・51 - 57の36両が製造された食堂車。基本構造はオシ17形に準ずるが、厨房は完全電化され、冷蔵庫や電気レンジが設置されるなど、近代化された。食堂部分は通路を挟んで4人掛けの片持ち式テーブルを10セット設置したため定員は40名である。
食堂の内装デザインが製造メーカーで全く異なることも特徴である。
食堂満席時に待合室となる喫煙室は深夜の営業終了時に座布団と背ズリを引き出し従業員用寝台になる構造が採用された。当初車端部には、将来の列車電話の使用開始を見越し、準備工事を施工した電話室が設置されていた。
| \| 部位・担当者 \| 日本車輌 \| 日立製作所 \| \| -------------- \| ------------------------------------ \| ---------------------------------------------------------------------------- \| \| 照明 \| 中央・窓側にカバー付蛍光灯 \| 間接照明・ダウンライト \| \| 冷房吹出口 \| 連続タイプ \| 円形タイプ \| \| 食堂・厨房仕切 \| キノコ形貫通路類似形状[注 35] \| 円弧 \| \| 担当者 \| 髙島屋装飾部所属インテリアデザイナー \| 同社家電品設計を依頼されていた個人デザイナー フリー工業デザイン事務所「KAK」 \| |                                      |                                                                              |
| |                                      |                                                                              |
| 部位・担当者 | 日本車輌                             | 日立製作所                                                                   |
| 照明 | 中央・窓側にカバー付蛍光灯           | 間接照明・ダウンライト                                                       |
| 冷房吹出口 | 連続タイプ                           | 円形タイプ                                                                   |
| 食堂・厨房仕切 | キノコ形貫通路類似形状               | 円弧                                                                         |
| 担当者 | 髙島屋装飾部所属インテリアデザイナー | 同社家電品設計を依頼されていた個人デザイナー フリー工業デザイン事務所「KAK」 |

増備中には以下の設計変更が行われた。
| \| 年次 \| 変更点 \| 該当車番 \| 該当車番 \| \| 年次 \| 変更点 \| 日車 \| 日立 \| \| ---- \| ------------------------------------------------------------------------------------------------------------------------------------------------------------------------------------------------------------------------------------- \| -------- \| --------- \| \| 1963 \| 喫煙室側入口ドアをアクリル製に変更 \| 5 - 16 \| 56・57 \| \| 1968 \| 厨房部業務用扉を内開戸から電車と同様の外吊り式に変更 食堂テーブルをサシ581形同様の跳ね上げ式化、ならび椅子をFRP化 蛍光灯を中央部のみ設置に減少 電話室を折りたたみ式テーブルを設置した車販準備室化[注 36] 車販準備室該当部分の窓を廃止 \| 17 - 29 \| - [注 37] \| | |          |          |
| | |          |          |
| 年次 | 変更点 | 該当車番 | 該当車番 |
| 年次 | 変更点 | 日車     | 日立     |
| 1963 | 喫煙室側入口ドアをアクリル製に変更 | 5 - 16   | 56・57   |
| 1968 | 厨房部業務用扉を内開戸から電車と同様の外吊り式に変更 食堂テーブルをサシ581形同様の跳ね上げ式化、ならび椅子をFRP化 蛍光灯を中央部のみ設置に減少 電話室を折りたたみ式テーブルを設置した車販準備室化 車販準備室該当部分の窓を廃止 | 17 - 29  | -        |

1978年（昭和53年）の「あさかぜ」編成置換えにより定期列車での運用が終了。当時既に東京駅発着の寝台特急以外の寝台列車では食堂車の連結・営業が廃止されていたことや、24系などの増備により1980年（昭和55年）前後には全車が休車となった。しかし財政管理の都合上、分割民営化直前まで車籍を有していた車両もあり、1987年（昭和62年）に全車廃車となり、形式消滅した。

#### マニ20形
1958年（昭和33年）に製造された電源荷物車。全長17,500 mm、自重40.6 t、台車はTR54形で250 kVAのディーゼル発電機を2基搭載。
- 当初は全長19 m・荷物室荷重4 tのスニ20として設計[注 39]されたが、製造途中で騒音対策強化を行った関係で重量が増加し、列車重量が400 tに収まらなくなったため全長を縮小して、マニ20として落成した[注 40]。
- 荷物用扉は、一般的な引き戸ではなくカニ38形で試用された上昇式の巻き上げシャッターを採用。

全長が短く新聞輸送に対して荷物室荷重3 tと小さいため1・51・52の3両のみの製造にとどまり、以後電源車はカニ21形が増備される。当初は「あさかぜ」で使用されたが、後に荷物需要の少ない「はやぶさ」・「富士」に使用、1965年（昭和40年）には向日町に転属して「あかつき」で使用される。1968年（昭和43年）の青森転属に際しては寒冷地対策、1971年（昭和46年）以降は推進運転設備の取り付け、電源装置の自動制御化、機関室への明かり窓の追加などの改造工事が施工された。1977年（昭和52年）に全車廃車で形式消滅。

#### カニ21形
1959年（昭和34年）の2次車から製造された電源荷物車。マニ20形からの変更点を以下に示す。
- 新聞輸送急増のため全長を20,000 mmに延長し、荷物室を5 t積みに拡大、そして荷物室扉をカニ38の様なシャッターに変更。
- 機関室にも明かり窓を設置、発電機の騒音対策をさらに強化。
- マニ20形での運用実績[注 42]を反映し、燃料タンク容量がマニ20形の1700リットル2基[17]から1700リットル1基に変更となった。

1960年（昭和35年）・1963年（昭和38年）には後述するカニ22形が製造されたものの、1964年（昭和39年）以降はディーゼル発電機や関連機器を1963年製のカニ22形と仕様を揃えた上で再び本形式が製造されることになり、同年に新設された「はくつる」運用で寒冷地へ入線することから耐寒設備を追加、さらに4以降は「はやぶさ」「富士」といった片道24時間前後の長距離運用を考慮し燃料タンクを1700リットル1基から2基へ変更することとなり、1 - 3と51・52にもタンク増設が行われた。
1970年（昭和45年）6月増備の122 - 124は電源装置の無人運転に対応するため遠隔自動制御装置が装備されており、基本番台の続番+100の車番に区分された。1970年（昭和45年）9月に下関に配備された最終製造車25 - 27には新製時は自動制御化は準備工事とされたが、翌年に装備された。
- 当初は一部の車両にだけ電源装置の自動制御化の改造を行い、改造を行った車両は基本番台の続番+100の車番に区分する予定であったが、試験結果が良好だったため、1971年から翌年にかけてカニ21形・マニ20形・カニ22形全車に電源装置の自動制御化改造が実施されたが、その際に改造に伴う改番は実施されなかった。

1 - 21・25 - 27・51・52・122 - 124の29両が製造されたが、18両が後述のカヤ21形に改造された。1985年（昭和60年）に形式消滅。

#### カニ22形
1960年（昭和35年）および1963年（昭和38年）に製造された電源荷物車。1959年に架線を利用した電源方式が本格的に検討されるようになり、当初は下記のオニ22を連結し非電化区間は従来の電源車を増結する重連方式が計画された。しかし、牽引定数や編成長の問題により見送られ1車両に双方の電源を集約する両用方式が検討され始めた。
1960年（昭和35年）、今後の電源車は両用方式を標準とすることが決まったため「はやぶさ」を20系化する際に登場した。本形式の特徴を以下に示す。
- カニ21形同様のディーゼル発電機2基のほか、山陽本線全線電化による直流電化区間での架線電力有効利用を検討した結果、電動発電機（MG MH100形電動機・DM64形発電機）と給電のため屋根上にPS18形パンタグラフを2基搭載。
  - 電源装置の切替は同乗している技術員によって手動で行われるほか、パンタグラフの上昇・降下などは本系列制御回線用のKE59形ジャンパ連結器によりEF58形・EF60形500番台・EF65形500番台（各運転台のカニパンスイッチ）から遠隔操作することができ、当初は電化区間内で電源装置を無人運転することを想定したためEF58形の対応車両では電源装置の起動・停止や負荷切替といった遠隔制御機能も搭載されたが、実際には技術員の乗務が続けられたこともあってEF60形500番台以降は故障や火災時の緊急操作用に簡略化された。
- 燃料タンクはカニ21形の初期車と同じく1,700リットル、さらに10リットル補助タンク2基と火災検知器・炭酸ガス消火装置を搭載。
- 計画当初58 t程度に収める予定だった自重は、軽量化の失敗と機器の重量増もあって59 tで落成し、荷物・燃料を満載すると64 tにも達し軸重が最大16 tとなり[注 43][23]、ばね定数の問題から軸ばね式のTR54系では支えるのが困難と判断され、電車用のDT21系と同様の複列コイルばねによるウィングばね式であるTR66形[注 44]が新規設計され装着。
  - 軸重を許容できる線路規格の高い区間でしか最高速度で運転できないという制約があり、速度制限を受けずに走行可能なのは東海道本線・山陽本線・鹿児島本線熊本以北のみであった。このため熊本以南で70 km/hの速度制限を受けるよりも、長崎本線での応急的な軌道強化工事[注 45]を施工して速度制限を75 km/hに緩和する対応の方が得策であること。また、荷物室の荷重も2 t[注 46]と小さいことから、当初予定されていた「はやぶさ」での運用は試運転時以外ではカニ21形の代走で使われた程度[24]であり、基本的には「さくら」で限定運用[注 48]された。

山陽線の全線電化後は従来の電源車へMGを搭載する改造が必要とされ、検修側からはカニ22の増備も推薦していた。
「はくつる」と「富士」の20系化にカニ22が使用されることになっていたが、九州方面とは違い東北方面などでは両用方式は必ずしも適正ではなく、速度制限により特急速度の維持も難しくなった。そのため、長距離用に燃料タンクを大型化したディーゼル方式が両用方式に変わり標準となり、MGも比較的早期に撤去された。増備は1963年（昭和38年）の「みずほ」20系化時のみで、1 - 3・51 - 53の6両が製造されたに留まった。また、1964年（昭和39年） - 1965年（昭和40年）には「あさかぜ」にも使われたほか、「はくつる」の583系電車化ならびに「ゆうづる」青森運転所移管となる1968年（昭和43年）ダイヤ改正まではパンタグラフ・MGを搭載したままカニ21形の予備車として充当された実績がある。
51
新製直後にマニ20形・カニ21形との共通予備車とされたことから、軸重軽減のためMGを撤去し、車内に800リットルの燃料タンクを設置。
52・53
1965年（昭和40年）に「さくら」運用での佐世保線入線に備えてMGとパンタグラフを撤去。
1・2・3
「みずほ」「あさかぜ」運用でMGを使用していたが、1968年（昭和43年）の向日町運転所転属時までにMGとパンタグラフを撤去。
以後は東北方面や関西 - 九州といった地方線区での運用となるため、全車ともディーゼル発電機のみの使用となり、先にMGを撤去していた51と同様に元のMG装備位置には燃料タンクが増設された。
- これによりカニ21形との共通運用が可能となったが、実際には荷物積載量が少ないため、向日町運転所時代は主に関西 - 九州の「彗星」で使用され、さらに1973年（昭和48年）以降に寒冷地対策工事と推進運転用設備取り付け工事を施したうえで青森運転所と秋田運転所へ転属、上野発着の「あけぼの」「ゆうづる」で運用された。

1975年（昭和50年）に2両が24系に編入改造されてカニ25 1・2となった。詳細は#カニ25形も参照のこと。1979年（昭和54年）に形式消滅。

### 改造車
改造工事施工順に解説する。

#### マヤ20形
本系列の簡易電源車である。設計変更されたことから1 - 3と10 - 12のグループが存在する。

##### 1 - 3
1963年（昭和38年）6月に「みずほ」20系化の際、付属編成が門司 - 大分間で分割運用となったことから、電源確保のため旧形客車オハシ30形から小倉工場で改造され、1・2が門司客貨車区に配置された。短区間用のため荷物室は無く、形式は職用車の「ヤ」とした。
1964年（昭和39年）10月に「みずほ」付属編成が「富士」として独立すると定期運用を外れ、1を休車とし2は予備電源車として待機体制が取られた。
1965年（昭和40年）10月ダイヤ改正では「さくら」・「あかつき」で長崎本線・佐世保線編成分割運用が実施されることになり、早岐客貨車区に転出。また運用増による予備車確保の名目で、スハ32形丸屋根車から3が追加改造された。改造内容を以下に示す。
- 塗色変更。
- 車体種車であるオハシ30形の状態を残す一方で屋根にはラジエーターファンを搭載。
- 旧食堂・調理室側は全て撤去して電源室と技術員室とした。
- DMH17C-G形機関・PAG7形発電機・床下燃料タンク2基設置。
- 20系と連結する2エンド側連結器を密着自動式に交換。
- 台車は種車の平軸受TR23形が流用されたが、ばね定数を荷物車用に変更しブレーキシリンダーを2基に増加。
- 1エンド側にナハフ21形と同様の左右分割式愛称表示器を設置。
  - スハ33044→スハ32 381→スシ31 2→オハシ30 4→マヤ20 1
  - スハ32907→スハ32 244→スシ31 5→オハシ30 5→オハシ30 2005→マヤ20 2
  - スハ32941→スハ32 278→マヤ20 3

##### 10 - 12
1968年（昭和43年。ヨンサントオ）の増発によりスハ32形丸屋根車を種車として3両が改造されたが、以下の設計変更が行われた結果、10 - 12の番台区分とされた。
- 車体安定のために電源室（発電装置）を車体中央部に移設し重量配分の適正化を実施。
- 1エンド側に荷物室を設置したため扉が2カ所とも残存したほか、前述の電源室移設も関係し技術員室の配置・窓位置も変更。
- 機関を排気タービン過給機付きDMH17S-G形・発電機をPAG7A形へ変更し、出力を125 kVAから165 kVAに増強。
  - スハ33275→スハ32 612→マヤ20 10
  - スハ33450→スハ32 787→マヤ20 11
  - スハ32860→スハ32 197→マヤ20 12

両グループ全車とも1972年3月15日のダイヤ改正で長崎客貨車区に転出したが、「さくら」の14系置替えと「あかつき」の運用減により1974年までに2・3・10が廃車された。その後は「あかつき」・「はやぶさ」の付属編成用として1・11・12が使用されたが、1975年3月10日のダイヤ改正で運用を失い、4月末には小倉工場で順次廃車解体され形式消滅した。

#### ナハネフ20形
2等寝台緩急車。1964年および1965年にナハフ20形を改造した形式。車体を流用しているため2窓分で1ボックスの窓割となり、寝台の1ボックスあたりの幅が従来車の1,560mmより230mm広い1,790mmとなっている。そのため寝台はナハネフ22形に比べ1ボックス6名分少ない42名分。後端部妻窓はそのままとされたため2・3は平面ガラス4枚の姿で残された。ナハネフ22形500番台に改造された平面ガラス4枚の車両(ナハフ20 1・51・52)は、全て曲面ガラス2枚に改造されたため、この2両のみ廃車まで平面ガラス4枚の姿であった。53と4以降は製造当初より曲面ガラス2枚である。以後の改造は車体を載せ替えたナハネフ22形500番台に移行した。
当初は「富士」で使用されたが、すぐに向日町運転所に転属して「あかつき」で使用され、1968年に青森運転所に再度転属して「ゆうづる」・「日本海」・「あけぼの」・「つるぎ」で使用された。定員が少ないこともあって運用上も不便であったことから早期に淘汰の対象となり、1975年に形式消滅した。
- ナハフ20 2 - 4→ナハネフ20同番号

#### ナハネフ21形
2等寝台緩急車。1964年および1965年に小倉工場でナハフ21形から6両が改造された。ナハネフ20形同様に車体を流用している。売店は撤去し7ボックス42名分の寝台を設置した。「さくら」などで運用された後、青森運転所へ転属し「ゆうづる」・「日本海」・「つるぎ」などで運用された。さらに尾久客車区に転属し「天の川」で運用された後に廃車となり1978年に形式消滅した。
- ナハフ21 1・3・4・51 - 53→ナハネフ21同番号

##### 500番台改造車
1964年の東海道新幹線開業後、夜行特急列車の寝台専用列車化が推進されることとなった。上述したナハネフ20形・ナハネフ21形の改造では内装を寝台車化するものの車体は種車のままとされたが、1968年度以降の改造では台枠（緩急車はは両端部も）を残して解体して車体を再構築する工法へ変更し、既存形式とほぼ同一仕様となることから、該当形式の500番台に区分された。なお、改造後は種車とは異なり製造メーカーごとの番台区分は行われず、元0番台の車両も元50番台の車両もともに500番台（501 - ）に纏められたが、冷房装置は種車のものを使用したため、元0番台の車両はAU21形、元50番台の車両はAU22形となっている。
ナハネ20形
1968年にナロ20形のうち6両が、小倉・幡生の両工場で改造施工され501 - 503・506 - 508に区分された。
1971年にナハ20形3両が、1972年にはナハフ20形1両が土崎工場で改造施工され510 - 513に区分された。また本グループは1977年までに廃車となった。
ナハフ20形から改造した車両は、台枠の改造も行った。
- ナロ20 1 - 3・51 - 53→ナハネ20 501 - 503・506 - 508
- ナハ20 1・51・52・ナハフ20 5→ナハネ20 510 - 513

ナハネフ22形
1968年に大宮、小倉、土崎の3工場でナハフ20形から5両が改造された。
- ナハフ20 1・51 - 53・6→ナハネフ22 501 - 505
  - 小倉工場でナハフ20 1から改造されたナハネフ22 501は、流線型屋根と丸屋根の継ぎ目がナハフ20形時代のままのため、新造車が出入台後位側真上なのに対し出入台中央部となっている。また、1961年の大破事故から復旧した時の名残で、雨樋の端部も直線的になっている。
  - 大宮工場で改造された502 - 503は、ほぼ新造車と同様の仕上がりとなっているが、雨樋の端部が新造車のものより直線的になっている。
  - 土崎工場で改造された504 - 505は、屋根の継ぎ目や雨樋をナハフ20形時代のまま残した形となった。
  - 妻面の窓に平面ガラス4枚を使用していたナハフ20 1・51・52も、改造時に曲面ガラス2枚に交換された。

ナハネフ23形
1968年に高砂工場でナハフ21形から4両が改造された
- ナハフ21 2・54 - 56→ナハネフ23 501 - 504

#### カヤ21形
1976 - 1978年にカニ21形を改造した電源車。本系列の急行列車への格下げにより、本系列と機関車間に一般形荷物車・郵便車（旧来のAV式自動空気ブレーキを搭載）を連結する事象が発生した。しかし、本系列の増圧圧縮空気は元空気ダメ管によって機関車から供給されていたが、一般形荷物車・郵便車には元空気ダメ管の引き通しがないため供給に支障が生じること、またP形改造未施工の機関車（主にEF58形）での牽引が想定されたことから、電源車の荷物室へ同時期に廃車となったクハ181形のC3000形空気圧縮機 (CP) を搭載する改造が18両に施工された。この改造により形式表記が「カニ」から職用車を示す「カヤ」に変更されたが、車両番号は原番号を承継する。荷物室はCP搭載によって不要となったことから側面の巻き上げシャッター部分を閉塞する改造が一部で行われた一方、マニ50形・スユニ50形といった荷物車を連結する必要があった急行「だいせん」運用に入るものには荷物車への電源供給用として車内に変圧器、後位側の妻面にジャンパ栓を増設する（スカートの切り欠きも同時に施工）改造も実施された。1998年に形式消滅。
- カニ21 2・4・5・7 - 13・15 - 17・19 - 21・122・123→カヤ21同番号

#### ナハ21形
急行「十和田」および「だいせん」が20系化される際に座席車が必要になったため、1977 - 79年に大宮・高砂の両工場でナロネ21形16両を改造した普通座席車。以下の改造が施工された。
- 中央通路式であった開放式A寝台の寝台部分と上段部分にあった小窓を撤去。
- 客用扉上部にあった等級表示灯（表示窓）を撤去。
- 下段寝台を固定し4人がけボックスシートとし、喫煙室の反対側に1ボックスを増やしたため定員は64名とした。
- 座席上部に荷棚を新設した[注 57]。
- トイレは洋式トイレ1箇所のみとした。
- 通路の絨毯を撤去。

高天井かつシートピッチが広いなど種車が寝台車ならではの特徴がある（実質的な乗り得車両であった）。全車とも1987年までに廃車となり形式消滅した。
- ナロネ21 110・112・115・119・120・122・123・124・128・105・108・113・129・134・136・144 → ナハ21 1 - 16

|      | ナハ21形 |
| ---- | -------- |
| 尾久 | 1 - 8    |
| 宮原 | 9 - 16   |

##### 1000・2000番台改造車

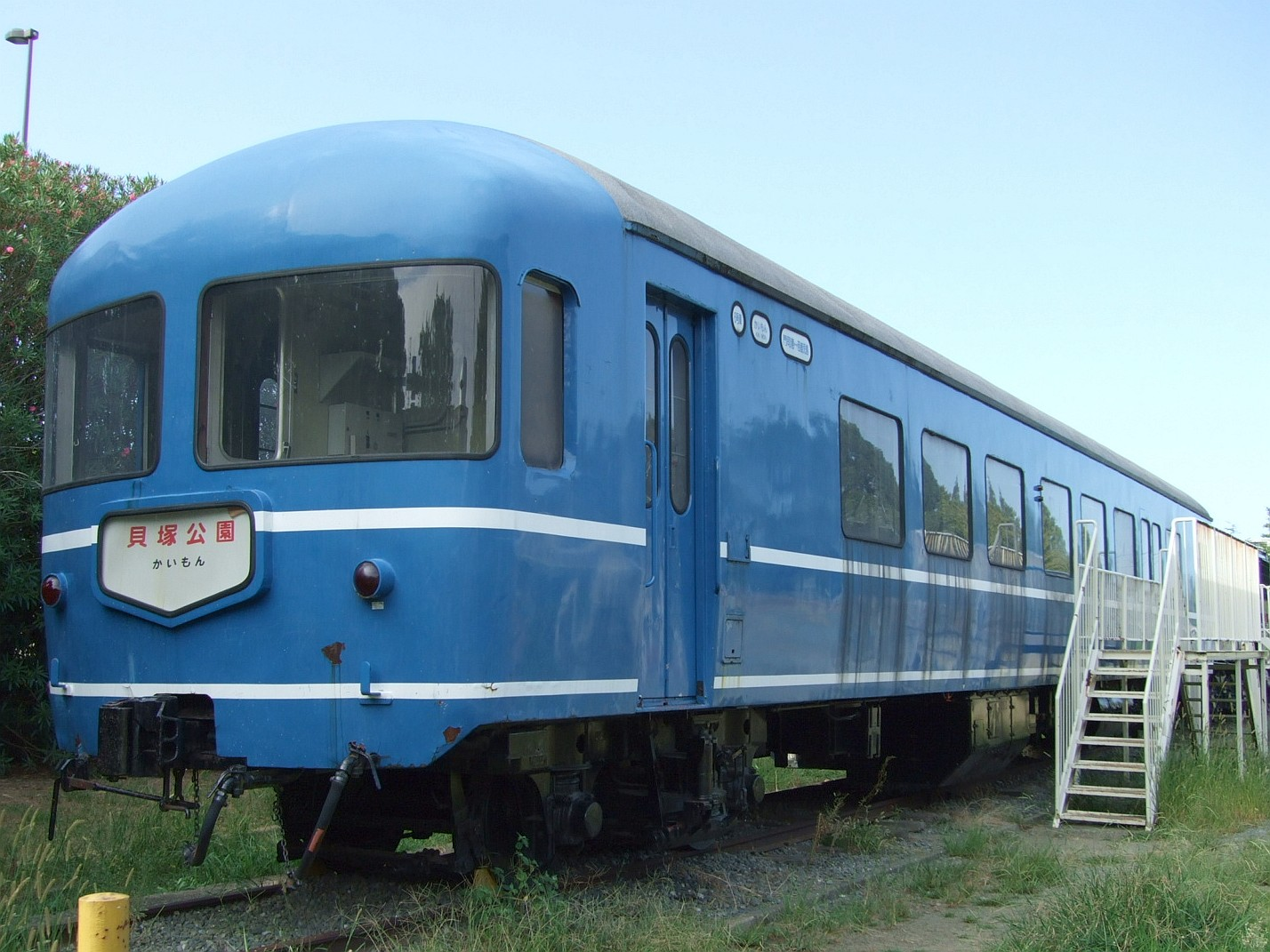
ナハネフ22 1007
福岡市貝塚公園保存車

1970年代後半の夜行急行列車では、座席車主体編成の列車も多いことや車内環境改善の見地も含めて座席車は12系客車への置換えが開始された。しかし、全車寝台化するほどの夜行需要がない亜幹線の急行列車においても、併結される寝台車の10系客車がアコモ陳腐や老朽化が顕著であるため、寝台車を本系列に置換えて併結運転とするために、1978年に幡生・高砂・土崎（ナハネ20形1000番台のみ）・大宮（ナハネ20形2000番台のみ）の4工場でナハネ20形・ナハネフ22・23形へ12系客車との連結に対応した改造である。
なお、ナハネ20形のうち12系客車と直接連結可能な車両は原番号+1000に、当グループの中間に編成組成が限定された車両は番号+2000に区分される。
- 客用扉を12系客車と一括操作可能な自動ドアに交換（1000番台・2000番台共通）。
- サービス電源を12系客車のAC440Vから供給とするためにナハネ20形1000番台車はトイレ側のジャンパ連結器を12系客車対応品に交換し、トイレを一つ潰して変圧器などを搭載。デッキ側は20系そのままとし、他車にAC600Vを給電した[38]。電源システムを12系客車に合わせたため、従来の20系客車との混結は不可能になった。
- ナハネフ22形・23形は車掌室・業務用室に車掌スイッチ、デッキにドアコックを取付。

|        | ナハネ20形1000番台                 | ナハネ20形2000番台     | ナハネフ22形1000番台 | ナハネフ23形1000番台 |
| ------ | ---------------------------------- | ---------------------- | -------------------- | -------------------- |
| 宮原   | 1340 - 1342・1357                  | 2232・2235・2245・2358 | 1002・1023           | 1009・1010           |
| 米子   | 1309・1313・1324・1354             | 2220・2237・2243・2314 | 1004・1005・1013     | 1019                 |
| 鹿児島 | 1126・1135・1136・1202・1214・1215 |                        | 1007 - 1012          |                      |

なお本グループは、当初投入された「ちくま」・「さんべ」・「かいもん」・「日南」も比較的早期に廃止や臨時列車格下げもしくは寝台車の14系・24系客車への置換えとなったことから1987年までに全車廃車となり、JRグループに承継された車両はない。

#### オニ23形

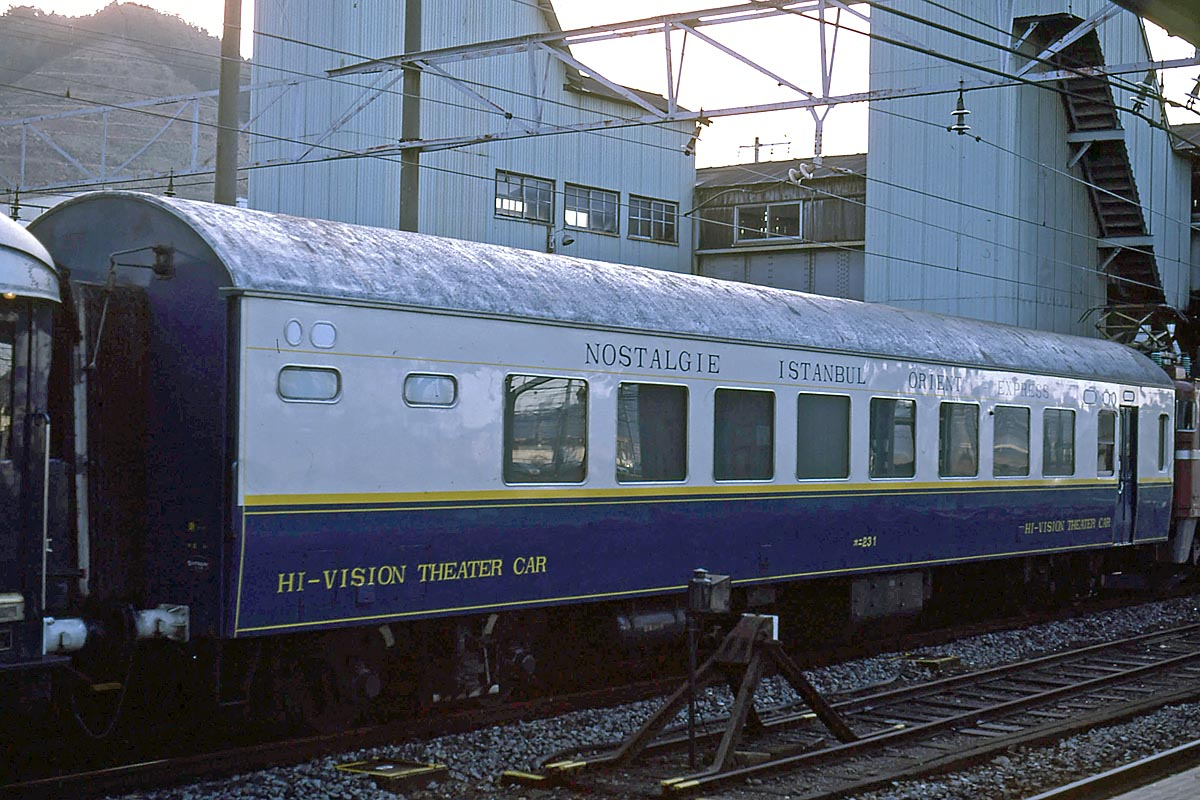
オニ23 1

1988年（昭和63年）に日本国内で「オリエント急行」が運転されることになったが、同列車の連結器はねじ式のため自動連結器を使用する日本国内では変換アダプターとしての控車が必要となった。当初はマニ50形2両を改造して充当する予定だったが、そのうち1両を当時日立製作所が試作していたハイビジョンテレビのデモンストレーションを目的にしたシアターカーとしての連結に計画変更となり、国鉄時代に除籍され清算事業団が所有していたナハネフ23 8に日立製作所笠戸事業所で以下の改造改番を施工しJR東日本へ復籍させた形式である。
- 塗色はプルマン車をイメージして上半分が白、下半分が紺の塗り分けに変更。また他車と釣り合いを取るべく黄色のロゴを新調。
- 編成片側端部のスタッフカー側に連結するために洗面室側連結器をねじ式に交換。併せてバッファーも装着。
- 当時日立製作所が試作していたハイビジョンシアターカーとして運用されるため、寝台の撤去や冷房風道の移設などをした上で車内を改装。なお国内運行時にはスタッフカーを挟むため、オリエント急行の乗客が利用することは出来なかった。
- 床下水タンクおよび冷房装置1台を撤去しディーゼル発電機を搭載。
- 本車の導入に伴い、マニ50 2236が荷物車側の控車となった。

「オリエント急行」運転終了で用途喪失となり廃車された。
- ナハネフ23 8→オニ23 1

### 未成車

#### オニ22形
直流電化区間用のパンタグラフを搭載した電源車として計画され、図面作成まで終了していたものの、製造が中止された形式。
図面では一見してカニ22形に類似した部分もあるが、それと比較してディーゼル発電セットを搭載していないこと、車体長がマニ20形よりもさらに短い13,500 mmであることなどの相違点がある。
しかし、直流電化区間でしか使用できないことから非電化区間への入線には別にマニ20形・カニ21形を連結する点が問題となり、本形式の必要性が国鉄の車両設計陣営より疑問視され両用電源車の開発へ計画は変更となったことから本系列で唯一計画のみの車両となり、製造はされなかった。

## 改造
国鉄時代に行なわれた主な改造について年代順に解説を行う。

### 座席車の寝台車化
1964年 - 1965年度の改造
ナハフ20・21形に施工。車体はそのまま流用し、車内を寝台化する改造を行いナハネフ20・21形となった。
1968年 - 1972年の改造
新造した車両構体に載せ換える改造に方針転換となり、ナロ・ナハ・ナハフ20形からはナハネ20形に、ナハフ20・21形からはナハネフ22・23形のそれぞれ500番台に改造改番が行われている。なお詳細は#500番台改造車を参照のこと。

### 110km/h運転対応改造
1968年10月1日のダイヤ改正で110km/h運転が開始されることになり、ブレーキをAREB増圧装置付き電磁指令式自動空気ブレーキとしている。詳細は#ブレーキを参照のこと。

### ナロネ21形・22形の車掌室設置改造
1969年から1970年にナロネ21形基本番台とナロネ22形全車に行われた改造。この改造でナロネ21形は原番号+500、ナロネ22形は原番号+100に改番された。詳細はそれぞれの形式を参照のこと。

### 上野 - 尾久間推進運転用設備の追加
上野駅は地平ホームが頭端式であり、牽引してきた機関車を前後で付け替えること（機回し）が困難なことから上野始発・終着となる客車列車は尾久客車区との間での回送を推進運転によって実施していたが、20系はナハフ20形・ナハネフ20形・ナハネフ22形・マニ20形・カニ21形・カニ22形の車掌室が非貫通型でナハフ21形・ナハネフ21形・ナハネフ23形や他の旧型客車と異なり貫通扉を開いて連結器脇のブレーキ管を推進運転用の非常制動弁に接続することができないため、編成を東京方面へ引き上げられる高架ホームに発着を限定、1964年の「はくつる」運転開始当初は品川客車区との間で回送を行い、「ゆうづる」運転開始後の1965年以降は高架線上で機回しをして尾久客車区との回送を行っていた。
しかし上野駅発着の列車本数が増えたことから20系も地平ホームに入線可能とする必要が生じ、1970年の「あけぼの」運転開始に合わせて青森運転所・秋田運転所配置のナハネフ20形・ナハネフ22形とマニ20形・カニ21形の車掌室には非常制動弁に接続するブレーキ管の取り出し口や推進運転用の警笛が追加され、窓には手動式のワイパーが装備された。同様の改造は1971年以降に青森運転所・秋田運転所・尾久客車区へ転入したナハネフ22形・カニ21形・カニ22形・カヤ21形に対しても実施されている。

### 北陸トンネル火災事故による対応
1972年に発生した北陸トンネル火災事故後にとられた出火対策および汚物処理装置装備によって重量増となり、実態がナ級からオ級（換算両数3.0→3.5）となっていたことが判明した。1978年10月 - 12月にカニ21形・カニ22形・カヤ21形を除く全車へ特例として、形式の重量記号変更は行わず、車体の車両番号表記に白三角を追加し、運転実務上必要な換算両数表記のみを修正することで対応した。

### カニ25形

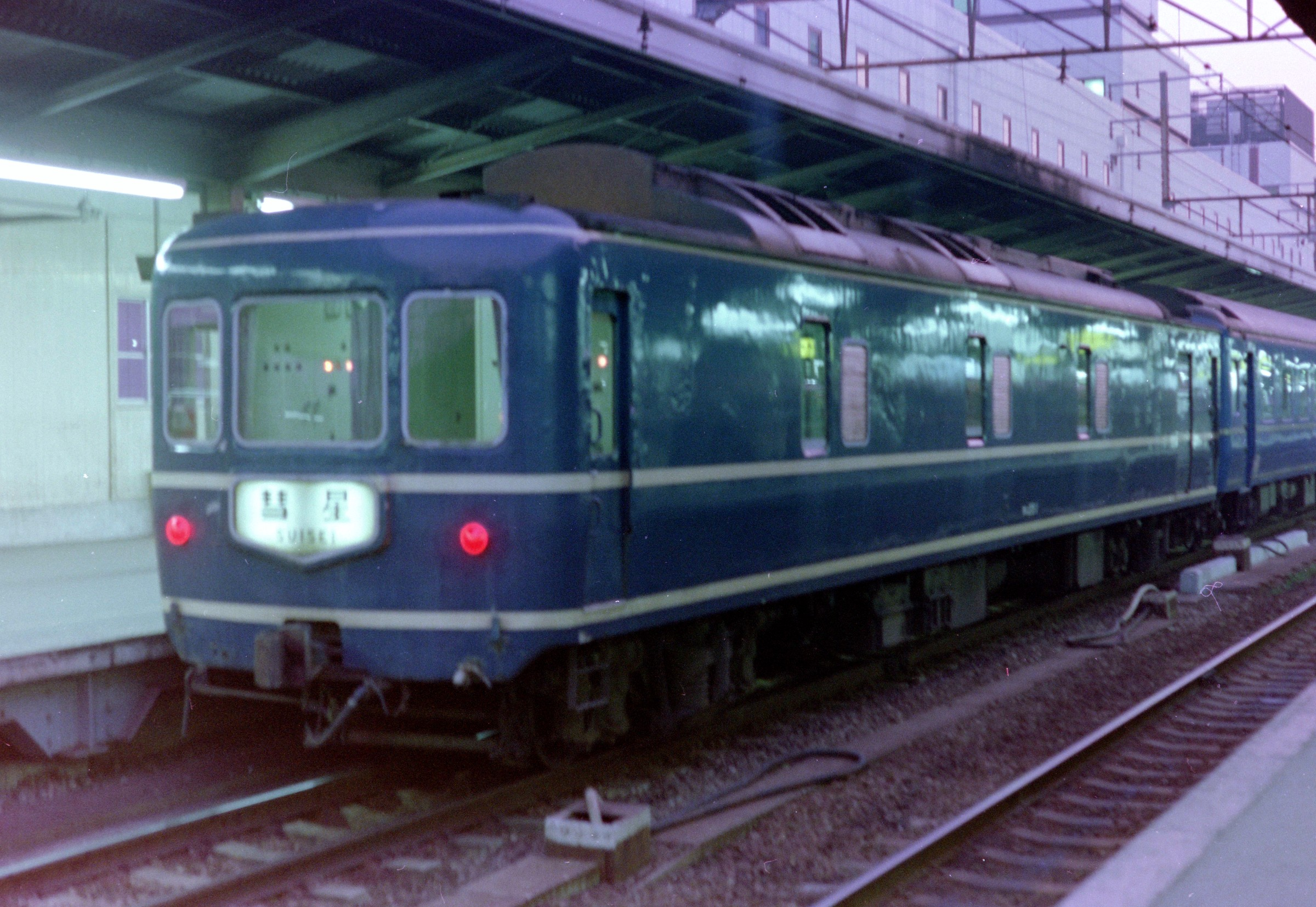
カニ25 1

1975年3月10日のダイヤ改正で、「あかつき」は3往復中1往復が24系客車により新大阪 - 長崎・佐世保で運転されることになった。そのため付属編成を分割した際に電源車が必要となることから、小倉工場でカニ22形から2両がカニ25形に改造された。改造内容を以下に示す。
- 発電機の巻線巻き替えにより三相交流供給電圧を600V→440Vに変更。
- ジャンパ連結器を24系対応品に交換。
- ブレーキを24系のCL自動空気ブレーキに変更。
- 屋上パンタグラフ跡にベンチレーター（通風器）を追加。
- 車両番号標記をペンキ塗りとした。

長崎客貨車区に配置されたが、2が1978年4月20日に廃車。1978年10月のダイヤ改正で24系の分割運用は消滅したため、1は向日町運転所に転属し「彗星」・「明星」などで運用されたが、1984年9月29日に廃車された。
- カニ22 53・2→カニ25 1・2

### 急行列車への投入による対応

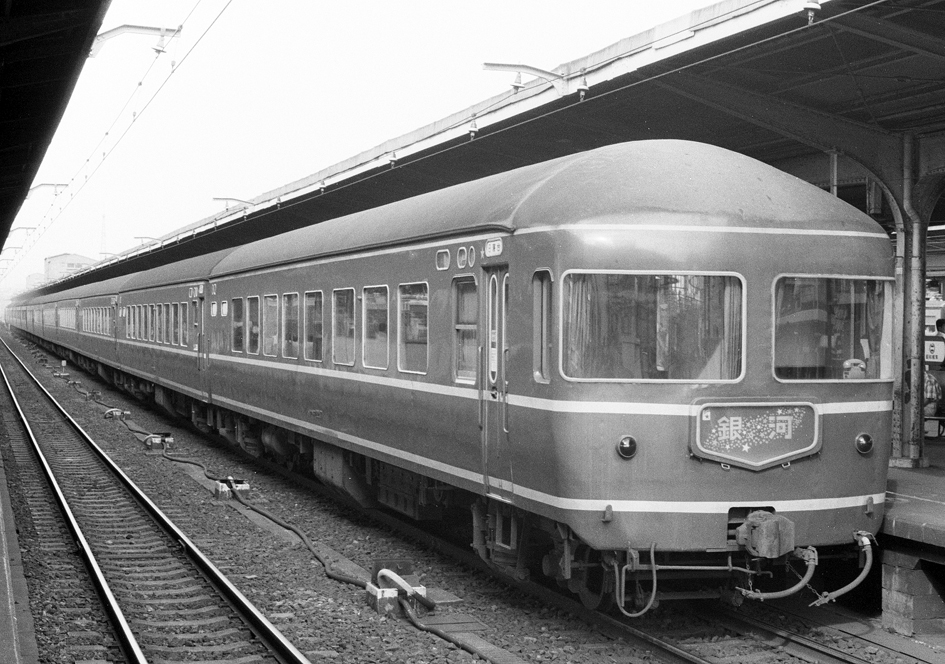
急行 銀河

1970年代後半には、本系列は老朽化した10系寝台車置換え用として急行列車への格下げ投入を実施。カヤ21・ナハ21の両形式が改造で竣工したほか、12系客車との併結対応改造を施工された車両は1000・2000番台に区分された。

なお、詳細についてはそれぞれの項目を参照のこと。

### ジョイフルトレイン「ホリデーパル」
「ホリデーパル」は、1984年（昭和59年）に広島鉄道管理局（現在のJR西日本広島支社に相当）が幡生工場で改造したジョイフルトレインで、以下の改造をナハネ20形5両とナハネフ22形1両に施工した。
- B寝台の下段の間をスペーサーで埋められるようにしてフラット化し、簡易個室として使用できるようにした。
- モケット色をオレンジ色に変更。

改造後に改番が行われているが、電源関係などの改造は行われていないため未改造の車両との混結も可能である。
- ナハネ20 325 - 329→ナハネ20 701 - 705
- ナハネフ22 21→ナハネフ22 701

またオシ14 1をラウンジカーオハ14 701に改造し編成に組み込んでいる。サービス電源の供給を従前のカヤ21形からとしたために、同車には電源回路・ブレーキ装置の変換装置を搭載して対応した。
ホリデーパルは登場から分割民営化後しばらくは20系標準色のままで、団体専用列車のみならず多客時の臨時「あさかぜ」などに投入されることもあった。民営化後の1990年12月に白を基調としたオリジナル塗装に変更された。また、これと前後して編成両数を増加させるためにカヤ21 123・ナハネフ23 14・ナハネ20 331・335が無改造のまま塗装のみ変更し、臨時寝台急行「玄海」などでも運用された。しかし、老朽化のため1997年（平成9年）3月31日に全車廃車となっている。

ホリデーパル第1次落成車両（1984年 塗装変更前）
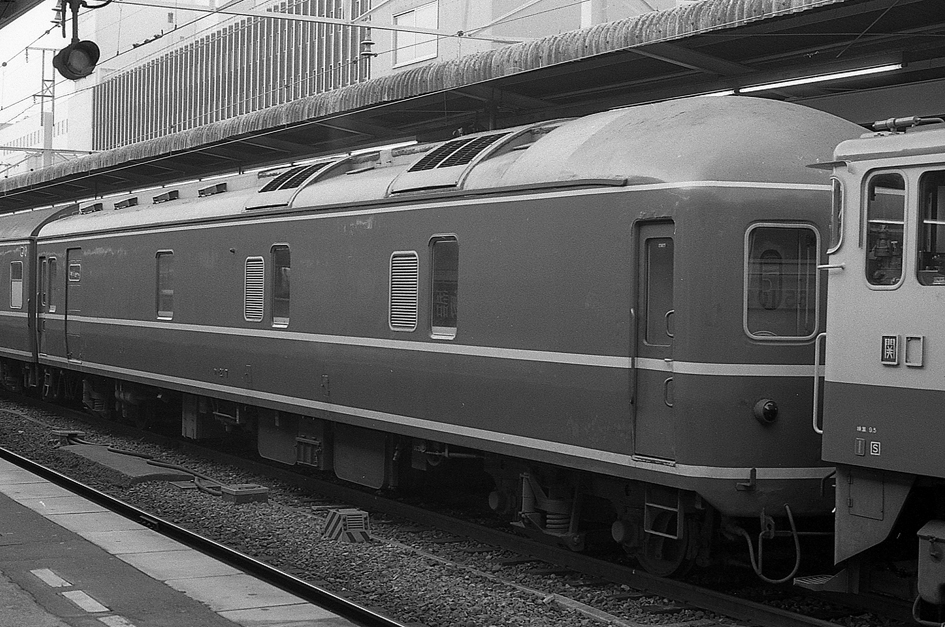
電源車 カヤ21 7
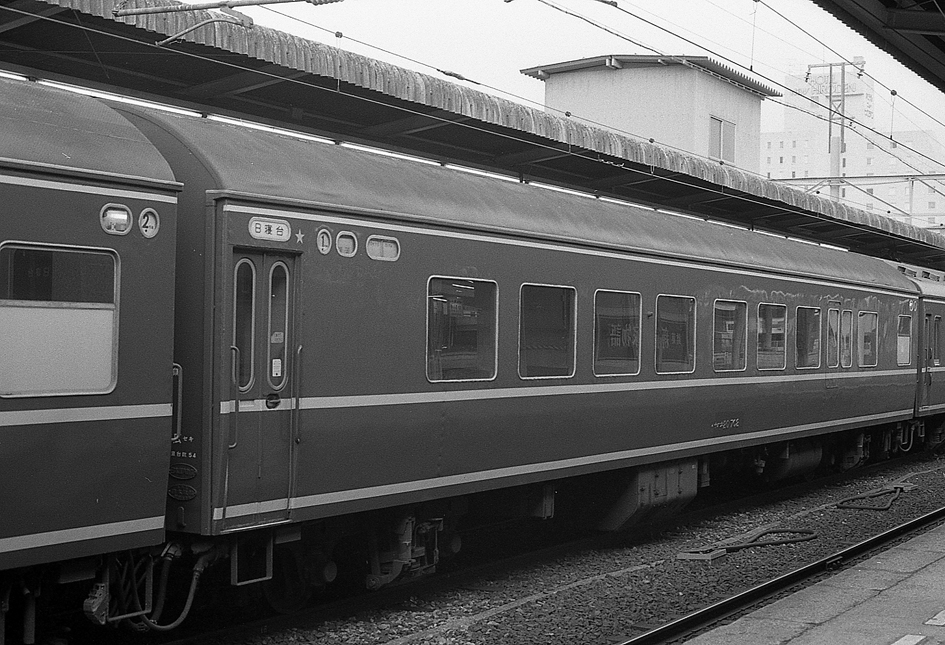
1号車 ナハネ20 702
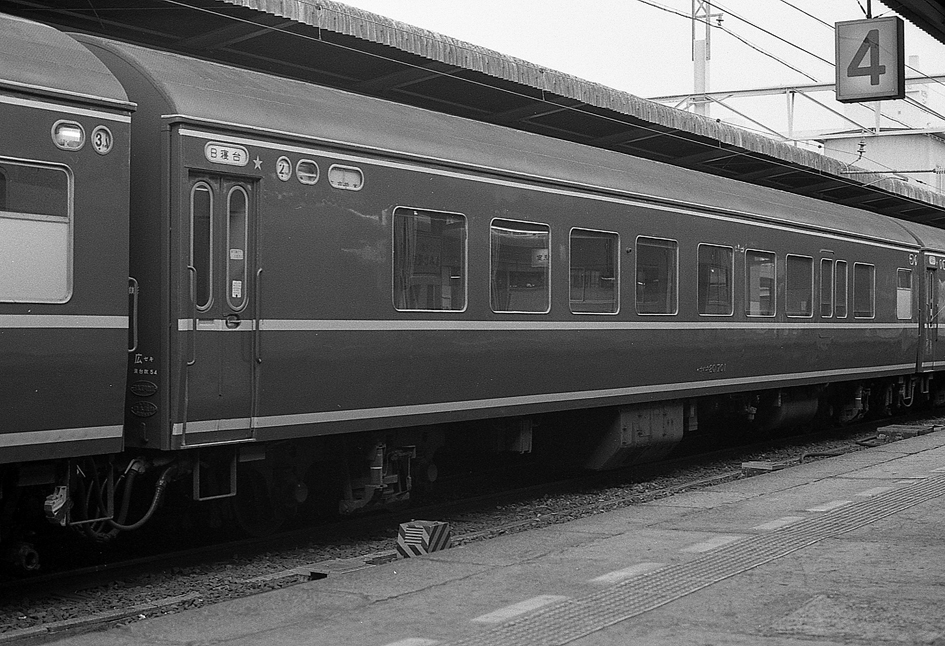
2号車 ナハネ20 701
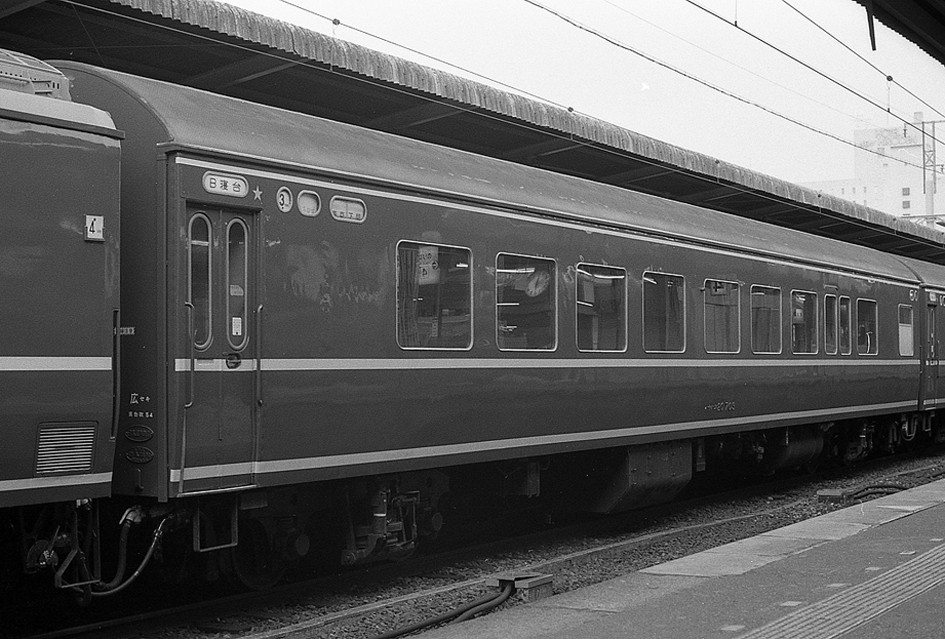
3号車 ナハネ20 703
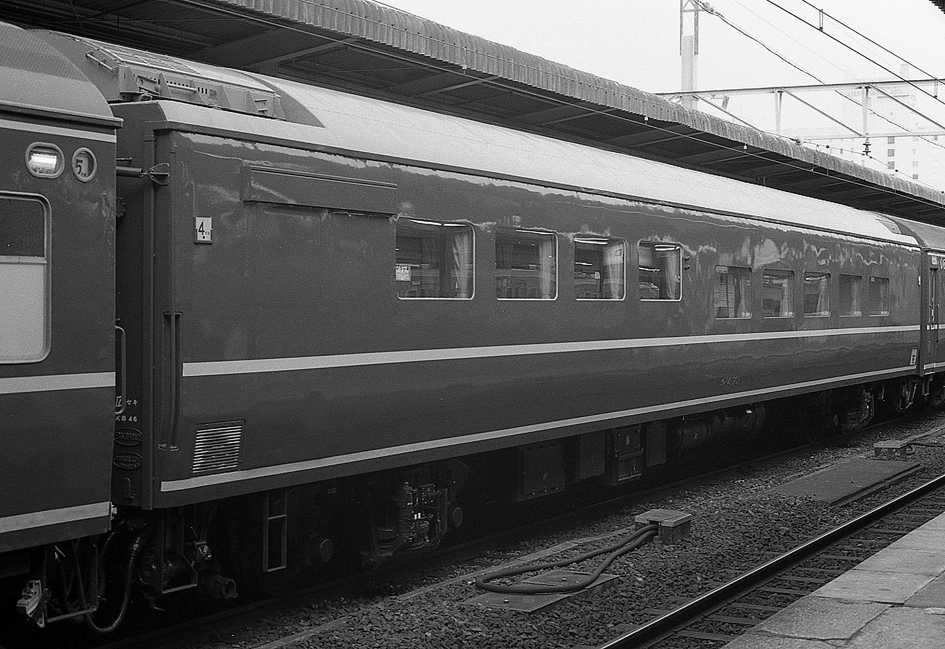
4号車 オハ14 701
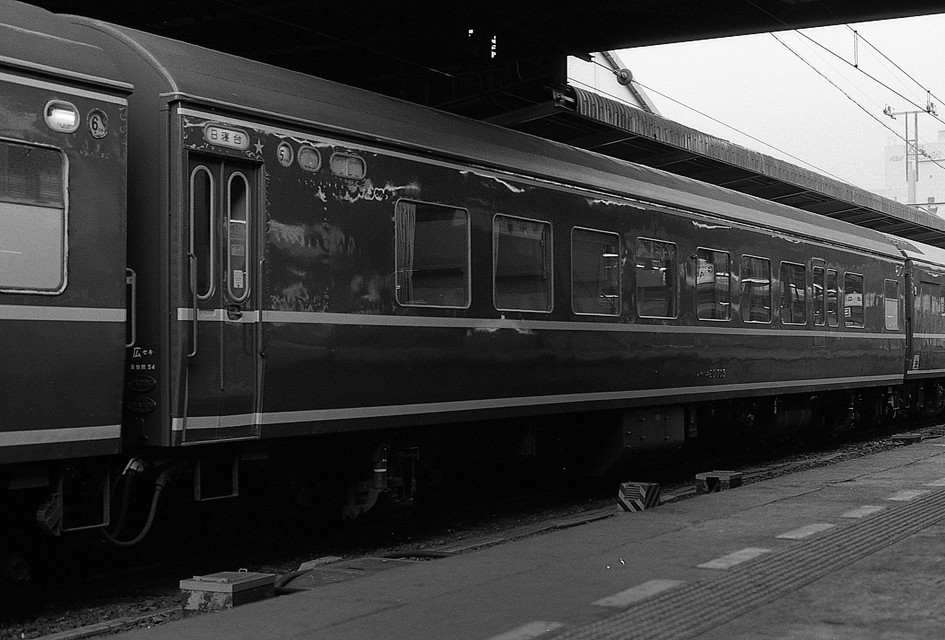
5号車 ナハネ20 705
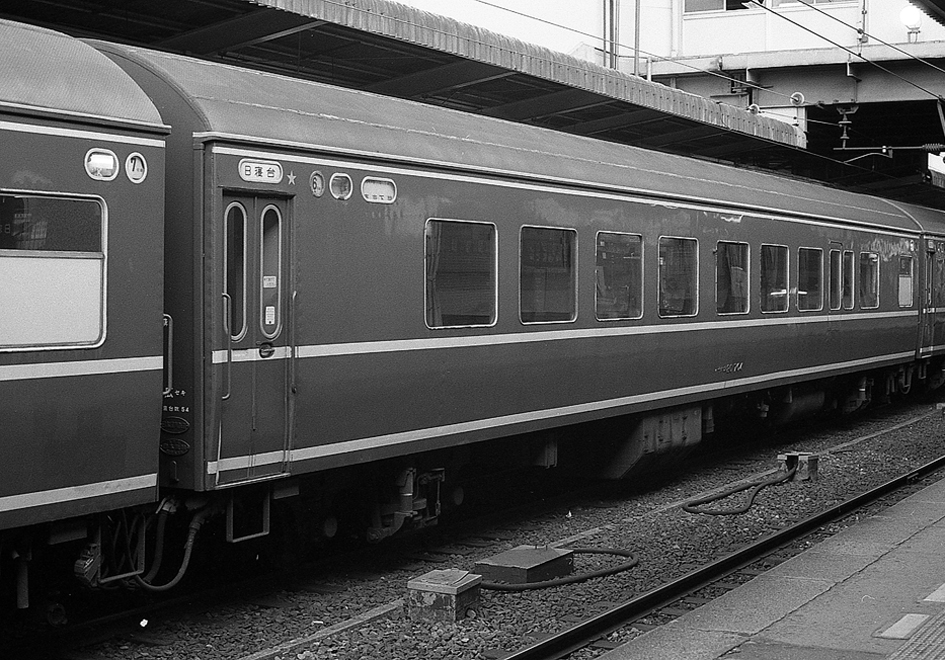
6号車 ナハネ20 704
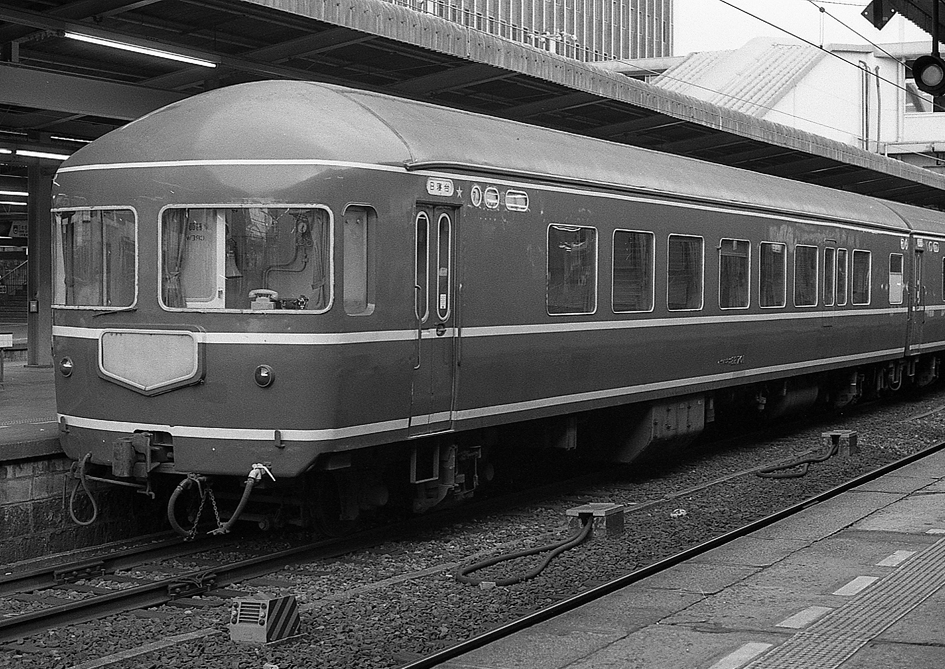
7号車 ナハネフ22 701

## 運用
1958年（昭和33年）10月から、東京 - 博多間を結ぶ特急「あさかぜ」に投入され運行を開始した。これ以後本州・九州における寝台特急列車に広く投入され、日本各地に寝台特急列車網を構築した功績は大きい。
1961年（昭和36年）12月29日には山陽本線特急「さくら」が西宇部（現・宇部） - 小野田間で気動車準急「あきよし」に追突される事故が発生し当系列車両14両が破損したが、軽量構造が衝撃を吸収したこともあり死者は出さず、また事故車両もすべて復旧されている。
後継となる14系や24系客車が拡充された1970年代後半以降は、設備が時代に合わなくなってきたため、本来の定期特急列車の運用から外されて急行列車ならびに臨時列車の運用が主体となる。1975年（昭和50年）3月10日のダイヤ改正で山陽新幹線が全線開業し関西 - 九州間の寝台特急が大幅に削減されたことで余剰が生じ、まず編成単位での寝台急行列車への転用が始まり、1976年に急行「銀河」に投入されたのを皮切りに、続いて急行「新星」「天の川」にも投入された。また同時期から一部の車両の廃車も開始されている。1978年以降は12系との併結対応化改造が実施され、12系と20系を併結した編成が本州・九州各地の夜行急行列車に投入された。1980年（昭和55年）10月の「あけぼの」の24系化を最後に特急での定期運用が消滅し、急行列車の定期運用も縮小が始まった1980年代半ばからは塗装のうちドア部分や最上部の白帯が省略された。
1985年3月のダイヤ改正では余剰車を1985年（昭和60年）3月17日 - 9月16日に茨城県筑波郡谷田部町（現在のつくば市御幸が丘）で開催された国際科学技術博覧会（つくば博・科学万博）へのアクセス列車「エキスポライナー」「エキスポドリーム」に投入した。
1986年（昭和61年）11月には「だいせん」「ちくま」を最後に急行列車での定期運用も終了。1987年（昭和62年）の国鉄分割民営化時には主に臨時列車用として東日本旅客鉄道（JR東日本）に34両、西日本旅客鉄道（JR西日本）に63両が承継され、「カートレイン九州」や「シュプール号」などの臨時列車や、多客期の臨時寝台特急・急行に使用された。しかし、老朽化により年々廃車されると同時に運用も減少し、末期には予備車扱いで少数が残存するのみであった。
1996年（平成8年）にはJR東日本所属車両が全廃された。翌1997年（平成9年）11月29日、JR西日本で本系列の最終運用となる新大阪発岡山行き快速「さよなら20系客車」が運転され、翌1998年（平成10年）までにJR西日本所属車両が全車廃車となり系列消滅した。

## 保存車
| 画像 | 番号                                   | 所在地                                                                   | 備考 |
| ---- | -------------------------------------- | ------------------------------------------------------------------------ | --- |
|      | ナシ20 7                               | 北海道深川市一已町一已1863 深川市桜山公園 ※解体済み                      | 1975年、当時の桜山温泉パラダイスにC58 98やオロネ10 2058・オロネ10 68とともに設置されSLホテルとして使用された。 |
|      | ナロネ21 551 ナロネ22 153 ナハネ20 132 | 北海道上川郡新得町字新得 旧狩勝線資料館                                  | 59672と連結。 1995年までSLホテル「狩勝高原SLホテル」として利用。 その後新得町に所有が移り、NPO団体「旧狩勝線を楽しむ会」が指定管理者として整備し、資料館として再活用中。 開館日には車内にも入ることが可能で、稀に車中泊イベントも行われている。 ※狩勝搬入時に初めて貨物列車併結で渡道したため、本系列は北海道内での営業運転実績はない。                                                      |
|      | ナハネ20 352 ナハネ20 355 ナハネ20 363 | 岩手県岩手郡雫石町丸谷地 小岩井農場まきば園                              | D51 68と連結。 1977年にSLホテルとして開業。 2008年にホテルは閉鎖されたが、引き続き展示保存。 |
|      | ナロネ21 142 ナハ21 4                  | 群馬県渋川市中郷608-53 とれいん学童クラブ                                | 学童保育施設として利用。 |
|      | ナハネフ22 1                           | 埼玉県さいたま市大宮区大成町3丁目47 鉄道博物館                           | 1986年に廃車後、長年にわたり鎌倉総合車両センターで保管。 一般公開時に展示されていたが、同センター閉鎖を前に2006年3月27日に大宮総合車両センターへ移送。 修復の上で鉄道博物館に保存。 |
|      | ナハネ20 347                           | 静岡県浜松市天竜区二俣町阿蔵 天竜浜名湖鉄道 天竜二俣駅構内               | 天竜二俣駅構内に設置が計画されていた鉄道公園保存予定車として留置。 計画頓挫による放置で荒廃状態となった。 2006年からNPO法人「天竜レトロ・トレインクラブ」が保存ならびに修復を行う。 |
|      | ナハネ20 2237                          | 三重県亀山市関町新所1574-1 ゲストホテル関ロッジ (旧国民宿舎「関ロッジ」) | 1985年に廃車後設置され、宿泊施設として使用。 車内に通年で宿泊可能な最後の保存車であったが、2015年3月に指定管理者の撤退から閉館。 同年9月に本車は売却見込と報じられた。 2016年12月で国民宿舎が閉館し、2017年1月にカバーが掛けられた。 2017年8月より施設はゲストホテルとして再開したが本車は宿泊施設として使用されず、2019年内に撤去予定と表明したものの、2022年現在も残されている状態である。 |
|      | ナハ21 9                               | 三重県松阪市大津町 カラオケ列車ポッポーパルコ ※解体済み                  | 1987年に廃車後、カラオケ店施設として使用されたが、2000年代の閉店後に解体。 |
|      | ナシ20 24                              | 京都府京都市下京区観喜寺町 京都鉄道博物館                                | 1980年から交通科学館（→交通科学博物館）で保存。 車内で実際に食堂営業を行っていた。 2014年に交通科学博物館の閉館に伴い移設。 現在も食堂営業をしており、軽食・喫茶メニューを販売。 |
|      | ナハネ20 239 ナハネフ22 25             | 兵庫県西宮市塩瀬町生瀬 海山蓬莱峡ブルートレイン・キャンプ場              | かつて宿泊施設として使用。 |
|      | ナハネフ22 1007                        | 福岡県福岡市東区箱崎7丁目8 貝塚公園                                      | 1000番台唯一の保存車で49627と連結。 1990年よりスハ32形に代わり保存。 2012年に有志により修復。 修復後の2013年より年に数回程度の車内一般公開を実施。 |
|      | ナシ20 6                               | 沖縄県国頭郡今帰仁村 旧沖縄リゾートステーション跡地 ※解体済み            | 廃車後に沖縄海洋博を前に1975年に開業したSLホテル「沖縄リゾートステーション」用食堂車として保存。 C57 87と客車16両で編成される日本最大級のSLホテルであったが1983年に閉鎖。 1985年3月時点で他の15両の客車は解体され本車とC57形のみ残存を確認。 1991年にC57形は修復された。1998年8月下旬にナシ20のみ解体された。                                                                                |

詳細は不明だが佐賀県杵島郡江北町にも中間車2両が保存されていたが、既に解体済である。
他にも、大阪府豊中市の履正社高等学校にもナハネフ22 1023がシャワー室とロッカールームを設置し"TRUE DREAMER"(正夢)と名づけられ生徒の宿泊用に使用されていたが、こちらも2004年頃に解体済みである。